# Wełnowiec
Wełnowiec (niem. Ignatzdorf, Hohenlohehütte) – część Katowic, położona w północnym rejonie miasta, na Wzgórzach Chorzowskich, na obszarze dzielnicy Wełnowiec-Józefowiec.
Jego początki sięgają XVII wieku, z czego jako osadę pierwszy raz Wełnowiec wzmiankowano w 1739 roku. Pod koniec XVIII wieku zaczęła się rozwijać na obszarze Wełnowca działalność przemysłowa – najpierw górnictwo węgla kamiennego, a potem hutnictwo żelaza i cynku. W latach 70. XIX wieku wybudowano hutę cynku „Hohenlohe” (późniejsze Zakłady Cynkowe „Silesia” w Katowicach), która od 1905 roku była w zarządzie spółki Hohenlohe-Werke, potem zaś powstały inne zakłady przemysłowe, w tym FASING i OPTA. W 1924 roku powstała gmina Wełnowiec, do której włączono Józefowiec i kolonie: Agnieszka, Alfred i Fryderyka. W 1951 roku gmina Wełnowiec stała się częścią Katowic, a od 1991 roku Wełnowiec stanowi część dzielnicy Wełnowiec-Józefowiec.
Obecnie w Wełnowcu przemysł dalej odgrywa dużą rolę w gospodarce tej części Katowic. Wełnowiec jest również siedzibą kilku instytucji o zasięgu ponadlokalnym, w tym Urzędu Statystycznego w Katowicach i Okręgowego Inspektoratu Pracy w Katowicach. Główną arterią komunikacyjną dzielnicy jest biegnąca południkowo aleja W. Korfantego, wzdłuż której ciągnie się również linia tramwajowa.

## Geografia

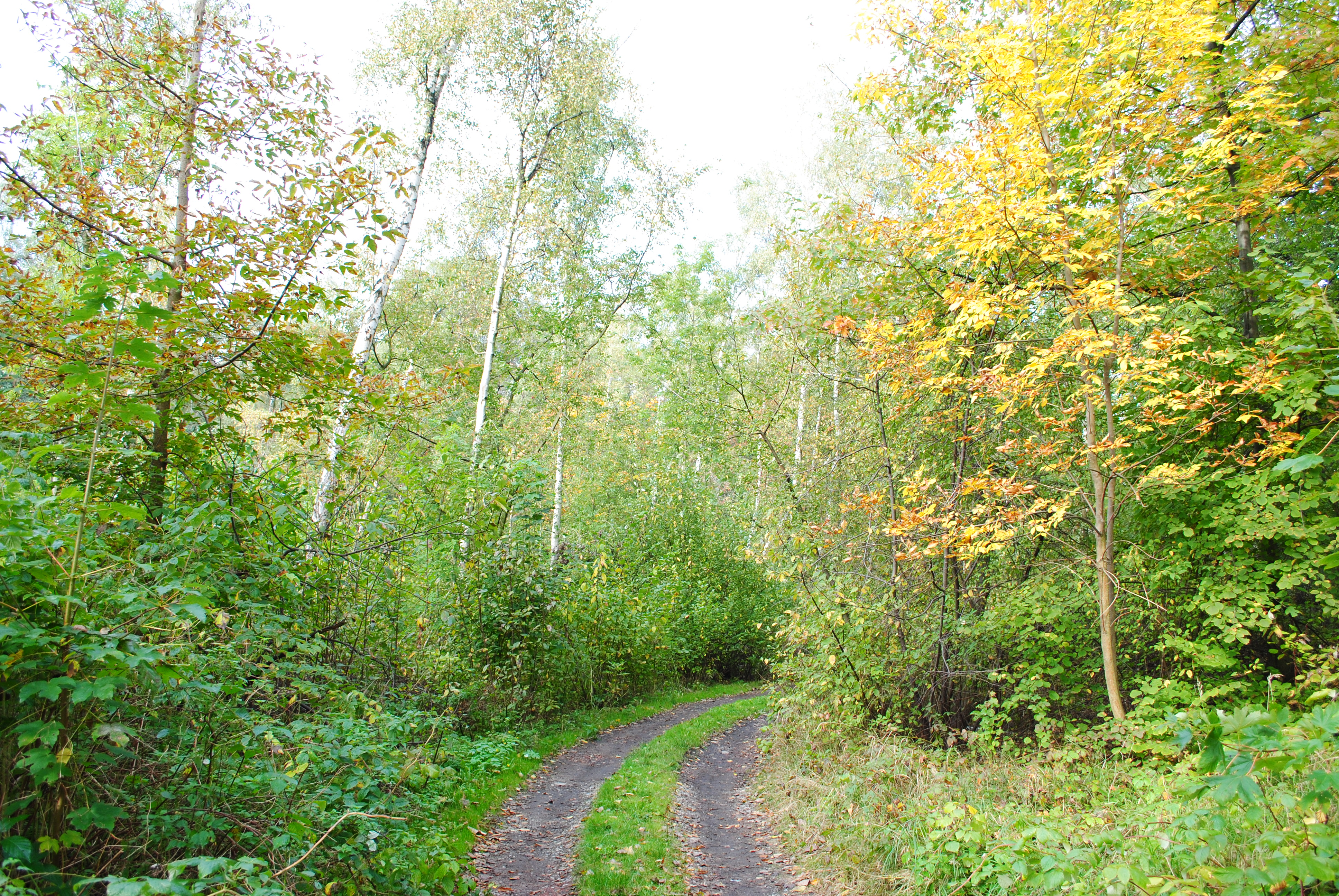
Fragment Lasku Alfreda

Wełnowiec pod względem administracyjnym położony jest w województwie śląskim i stanowi część Wełnowca-Józefowca – dzielnicy Katowic. Graniczy od północy i wschodu z Siemianowicami Śląskimi (dzielnica Centrum), od południa z Koszutką, natomiast od zachodu z Józefowcem i Parkiem Śląskim w Chorzowie. Według podziału fizycznogeograficznego Jerzego Kondrackiego Wełnowiec znajduje się w mezoregionie Wyżyny Katowickiej (341.13), natomiast pod względem historycznym we wschodniej części Górnego Śląska.
Pod względem budowy geologicznej Wełnowiec położony jest w zapadlisku górnośląskim, które wypełnia utwory pochodzące z karbonu (głównie zlepieńce, piaskowce i łupki ilaste zawierające pokłady węgla kamiennego). Znaczna część Wełnowca zbudowana jest na utworach pochodzących z karbonu górnego, na warstwach rudzkich, siodłowych i grodzieckich. Są to w większości łupki szare, piaskowce i węgiel kamienny. Obszar ciągnący się równolegle na zachód do alei W. Korfantego budują utwory młodsze, pochodzące z plejstocenu (eluwia piaszczyste i pylaste gliny zwałowej) i holocenu (osady rzeczne). Cały obszar dzielnicy położony jest na Wzgórzach Chorzowskich, a najwyżej położony punkt znajduje się na granicy Katowic i Siemianowic Śląskich, na wysokości Stacji Linii Radiowych Bytków – sięga on wysokości 316 m n.p.m. Z tego miejsca obszar opada w kierunku południowym, wzdłuż alei W. Korfantego.

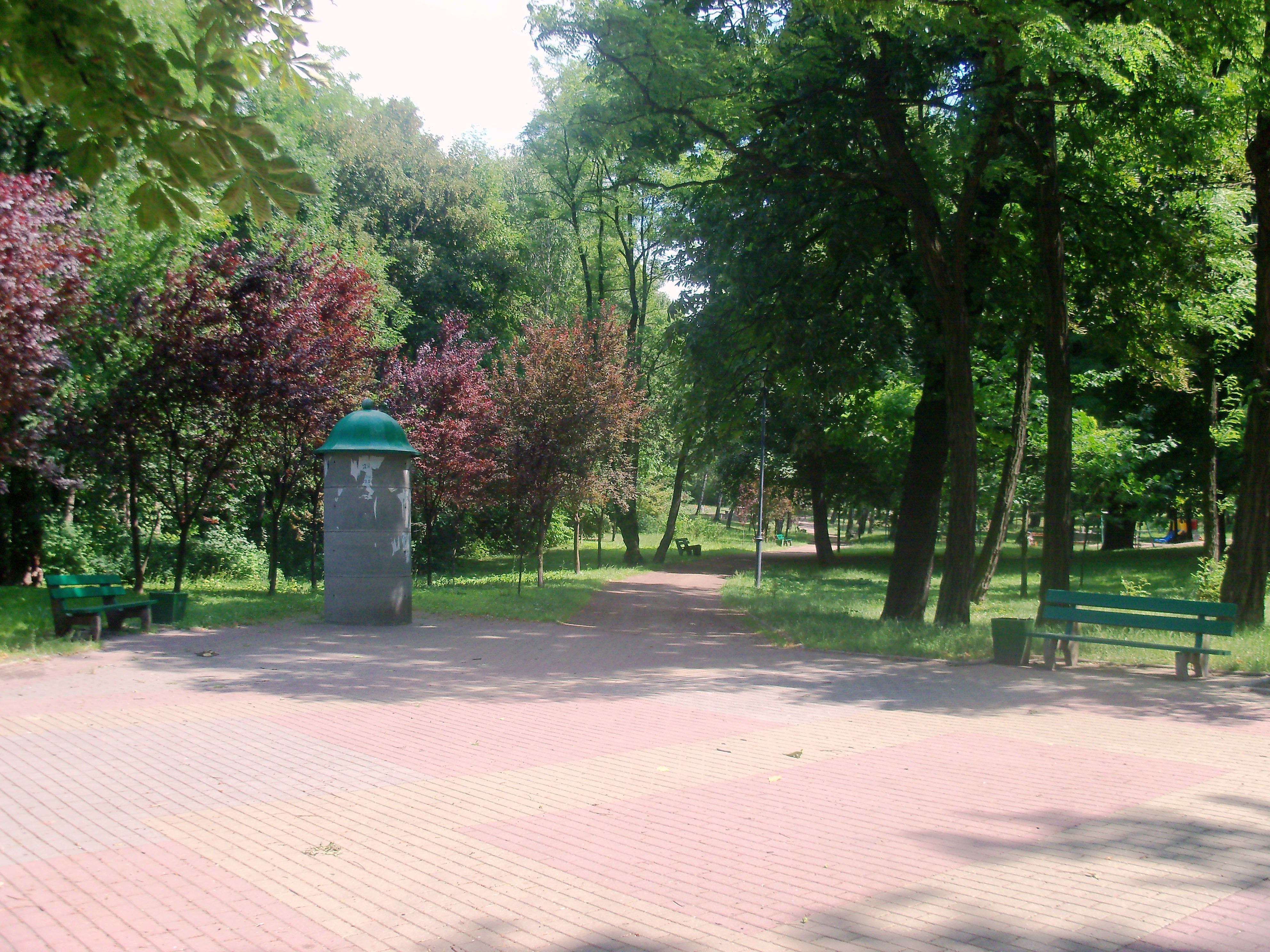
Fragment Parku Wełnowieckiego

Klimat Wełnowca nie wyróżnia się zbytnio od klimatu dla całych Katowic, a jedynie jest modyfikowany przez lokalne czynniki (topoklimat). Występuje tu klimat umiarkowany przejściowy z przewagą prądów oceanicznych nad kontynentalnymi. Prawie cały obszar dzielnicy położony jest w zlewni Rawy, która jest częścią dorzecza Wisły – niewielkie połacie terenu przy granicy z Siemianowicami Śląskimi leżą na terenie zlewni Brynicy (Rowu Śmiłowskiego). Brak jest tu cieków wodnych, natomiast znajduje się tu jeden staw, znajdujący się przy skrzyżowaniu alei W. Korfantego i ulicy Konduktorskiej.
Największym obszarem zielonym Wełnowca jest Lasek Alfreda. Teren ten o powierzchni 15,9 ha stanowi las liściasty o cechach lasu naturalnego, pochodzący z nasadzeń i naturalnych odnowień, głównie topoli osiki, klonu zwyczajnego i klonu jawora. Jest on również miejscem gniazdowania ptaków. Jedynym parkiem na terenie dzielnicy jest Park Wełnowiecki o powierzchni 4,2 ha. Na jego obszarze urządzono place zabaw, a sam park sąsiaduje z nieużytkami, będącymi dawną hałdą. Park ten został założony w połowie XIX wieku. Z parkiem tym sąsiadują rodzinne ogrody działkowe: „Dalia I”, „Dalia Ia” i „Dalia II” o łącznej powierzchni 2,97 ha, na których zagospodarowano łącznie 85 działek. Ponadto na terenie dzielnicy znajdują się dwa inne kompleksy ogródków: „Florian” (przy alei W. Korfantego, składającego się z 90 działek o łącznej powierzchni 3,48 ha) i „Zacisze” (przy ulicy Słonecznej – 100 działek o łącznej powierzchni 4,48 ha). Przy alei W. Korfantego znajduje się jeszcze skwer Walentego Fojkisa, ustanowiony 25 lipca 2012 roku.

## Historia

### Początki i rozwój przemysłu

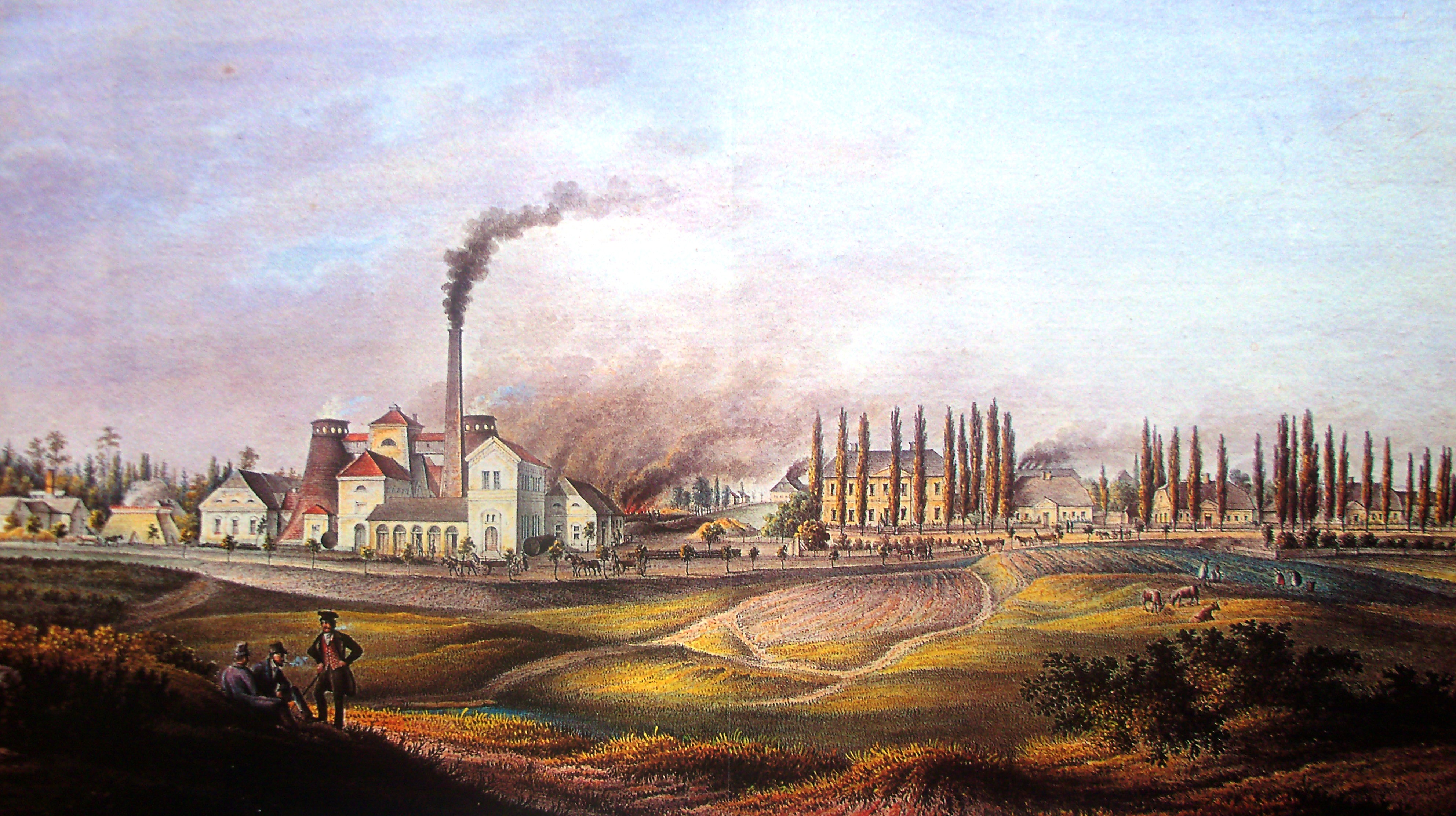
Huta Hohenlohe na litografii Ernesta Knippla z połowy XIX wieku

Początkowo północna część obecnych terenów Wełnowca należała do Bytkowa, a południowa zaś do Bogucic . Pierwsze wzmianki dotyczące rejonu obecnego Wełnowca pochodzą z XVII wieku. Z tego czasu, z 1689 roku pochodzi pierwszy zapis w metryce parafii św. Szczepana w Bogucicach, w którym zapisano: Blasius Welna molitor de Kosic (Błażej Wełna z Koszutki). Był on posiadaczem młyna , który znajdował się na strudze zwanej Wełną lub Wełnianką, która biegła przez Koszutkę, po czym wpływała do Rawy . W północno-wschodniej części, na skraju Lasku Bytkowskiego na polecenie Ignacego von Klocha – ówczesnego właściciela Bytkowa, w 1773 roku (lub w 1774 roku) powstała kolonia dziesięciu domów, gdzie do każdego gospodarstwa przydzielone zostały 3 morgi pola. Osada ta od jego imienia była nazwana Ignatzdorf (Ignacowiec) . Nazwa Wełnowiec w późniejszym okresie została rozszerzona na nowo powstałą kolonię .
Wełnowiec jako osada był pierwszy raz wzmiankowany w 1739 roku w księgach metrykalnych bogucickiej parafii . W alfabetycznym spisie miejscowości na terenie Śląska wydanym w 1830 roku we Wrocławiu przez Johanna Knie występuje jako kolonia pod polską nazwą Wolnowiec oraz niemieckimi nazwami Ignatzdorf oraz Hohenlohe we fragmencie Ignatzdorf oder Hohenlohe, polnisch Wolowiec. Do 1922 roku Wełnowiec nazywał się Hohenlohehütte. Nazwa ta w połowie XIX wieku wyparła poprzednią niemiecką nazwę – Ignatzdorf.

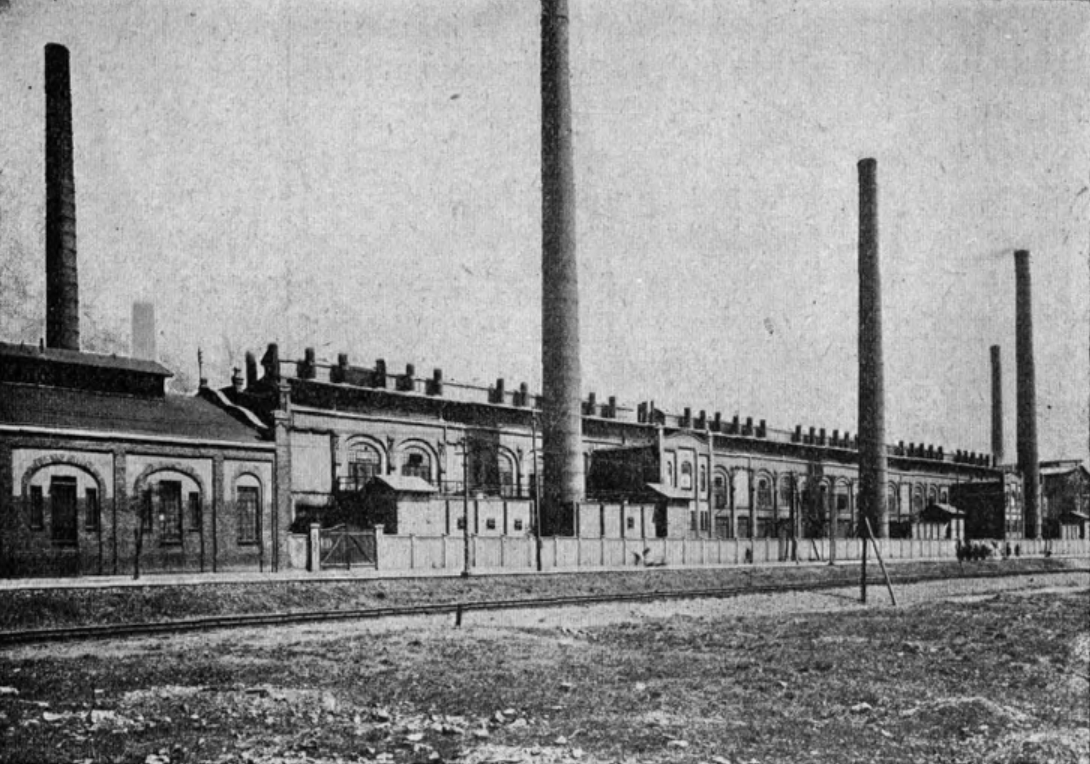
Huta cynku „Hohenlohe” przed 1939 rokiem

Osada ta miała początkowo charakter rolniczy, a niektórzy mieszkańcy też zajmowali się rzemiosłem. W 1780 roku kolonia liczyła 43 osoby . Rozwój Wełnowca zapoczątkowało górnictwo węgla kamiennego, które rozwinęło się w tym miejscu dzięki płytko zalegającym pokładom. W 1788 roku powstała pierwsza kopalnia – „Caroline”. W 1796  (lub 1769 ) roku obszar dworski Bytków, do którego wchodził również Ignatzdorf, został zakupiony od rodu von Kloch przez księcia Fryderyka Ludwika zu Hohenlohe . W 1819 roku ukończono budowę  huty żelaza „Hohenlohe”. W pierwszej połowie XIX wieku uruchomiono nowe kopalnie węgla kamiennego: „August”, „Maria”, „Alfred” i „Hütte”. W 1821 roku powstała huta cynku „Helena”.
W 1828 roku na obszarze Wełnowca uruchomiono szkołę katolicką. Około 1840 roku Wełnowiec zamieszkiwało 377 osób, a w 1867 roku już 1642 osoby. Dnia 1 marca 1873 roku  w miejscu wygaszonej huty „August-Helena” produkcję rozpoczęła huta cynku „Hohenlohe”, natomiast w roku 1889 powstała nowoczesna walcownia cynku. Dnia 13 grudnia 1872 roku Wełnowiec wszedł w skład pruskiego powiatu katowickiego  W 1859 i 1875 roku odnotowano w Wełnowcu pierwsze strajki robotników przemysłu cynkowego i węglowego na Górnym Śląsku. Do Wełnowca również przeniesiono zarząd zakładów przemysłowych księcia Hohenlohego, które w 1905 roku przekształcono w spółkę akcyjną Hohenlohe-Werke. W tym samym roku ówczesny właściciel zakładów na terenie Wełnowca – Christian Kraft, sprzedał swoje zakłady spółce Hohenlohe-Werke . Dla dyrekcji powstał neoklasycystyczny gmach, dla kadry zarządzającej i inżynierów osiedle willowe, natomiast dla robotników familoki. W 1917 roku przy ulicy Józefowskiej zaczął funkcjonować szpital  (według innego źródła powstał on już na przełomie XIX i XX wieku).

### Lata międzywojenne i II wojna światowa

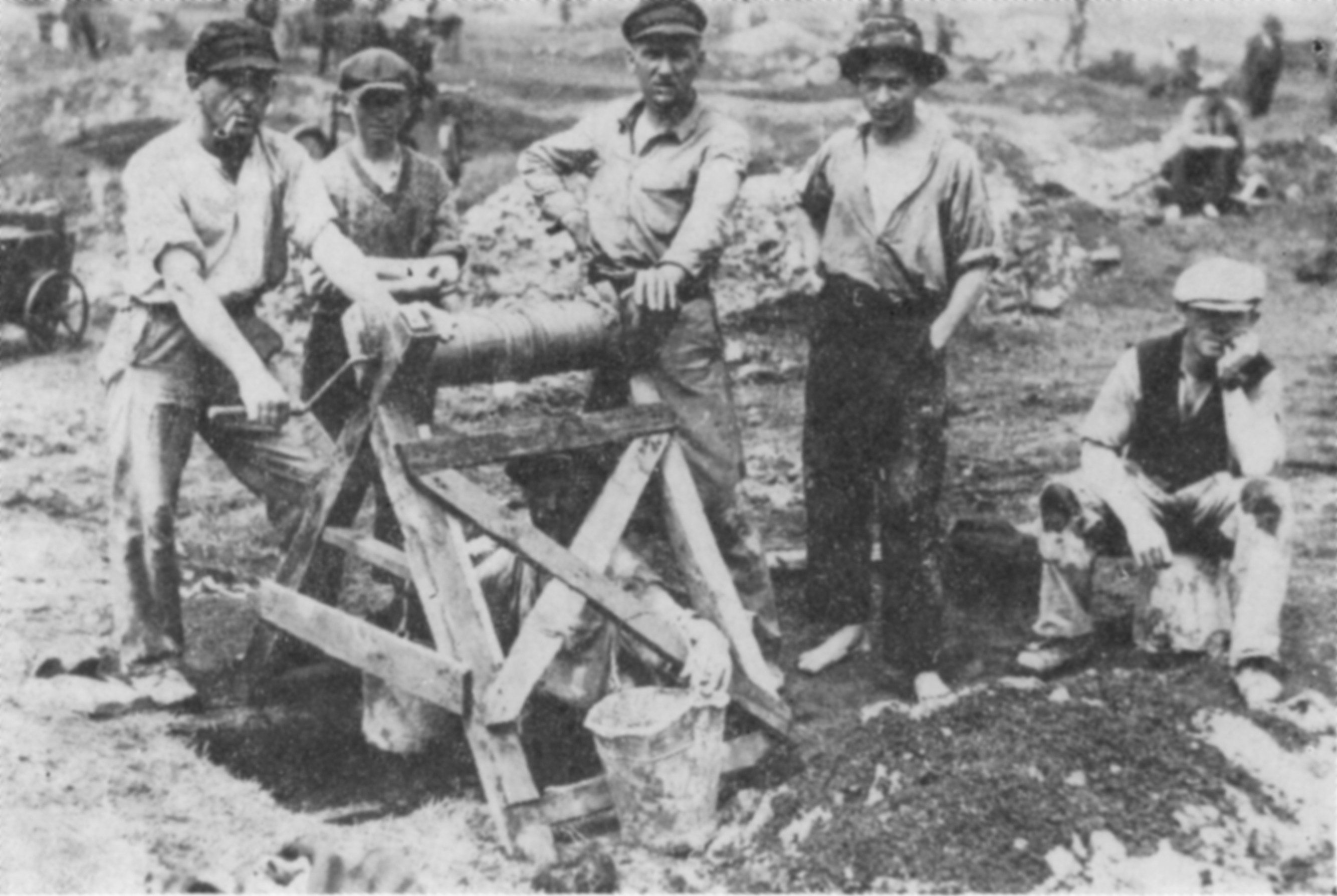
Drążenie biedaszybów na terenie Wełnowca; zdjęcie z około 1930 roku

Mieszkańcy Wełnowca wzięli czynny udział w plebiscycie i powstaniach śląskich. Stąd też pochodzi Walenty Fojkis – dowódca pułku katowickiego w trzecim powstaniu śląskim, a w latach międzywojennych burmistrz Michałkowic. W czasie plebiscytu w 1921 roku w Wełnowcu wraz z Bytkowem za pozostaniem Górnego Śląska w Niemczech głosowało 643 osób, a 298 za przynależnością do Polski.
W 1920 roku w pomieszczeniach po magazynie hutniczym powstał pierwszy wełnowiecki kościół rzymskokatolicki, a rok później erygowano parafię. Obecny gmach kościoła ukończono w 1930 roku. W 1924 roku przyłączono do Wełnowca wieś Józefowiec i kolonię Agnieszki, a także przyfabryczne osady: Alfred i Fryderyka. W latach międzywojennych w Wełnowcu odbywały się strajki. Do najpoważniejszych należał strajk okupacyjny robotników huty „Wełnowiec” (dawniej „Hohenlohe”), trwający kilkanaście dni na przełomie 1937 i 1938 roku.
Okres 1930–1938 cechował rozwój nielegalnego odkrywkowego wydobycia węgla na terenie wełnowieckiej gminy (biedaszyby). Największe pola biedaszybów znajdowały się na tzw. „Agnieszce” w Józefowcu, nieraz pracowało na nich jednocześnie ponad 3 tysiące bezrobotnych. Wobec skali tego zjawiska, a jednocześnie wobec niedostatku środków na pomoc bezrobotnym zarząd miejscowej gminy ostatecznie zalegalizował ten proceder. Uchwałą Rady Gminy pobierano od każdej wywożonej fury węgla biedaszybowego 50 groszy, które przeznaczano na pomoc najbardziej potrzebującym.
Na początku lat 30. XX wieku w rejonie ulicy Bytomskiej wzniesiono kolonię dwurodzinnych domków z ogródkami dla urzędników państwowych (tzw. domki wojewódzkie). W rocznicę wybuchu drugiego powstania śląskiego, 14 sierpnia 1938, roku odsłonięto pomnik Powstańców Śląskich. Przedstawiał on robotnika z wyciągniętym mieczem na wysokim cokole, zwróconego w stronę huty cynku. Został on rozebrany przez Niemców w 1939 roku, a nowy postawiono w 1959 roku w miejscu przedwojennego. Plac wokół niego w 1983 roku nazwano na cześć Walentego Fojkisa, przemianowany 25 lipca 2012 roku na skwer Walentego Fojkisa.
W trakcie II wojny światowej Wełnowiec był okupowany przez niemiecką III Rzeszę. Administrację przejął niemiecki zarząd, rozwiązano polskie instytucje kulturalno-oświatowo-sportowe, a także przywrócono niemiecką nazwę gminy: Hohenlohehütte. Produkcję w wełnowieckich zakładach przekierowano wówczas na przemysł zbrojeniowy. Prowadzono również działalność konspiracyjną. W 1945 roku Wełnowiec został zajęty przez 1 Front Ukraiński Armii Czerwonej. Po zajęciu osady wojska radzieckie dokonały w krótkim czasie demontażu i wywozu urządzeń w zakładach produkcyjnych .

### Okres powojenny

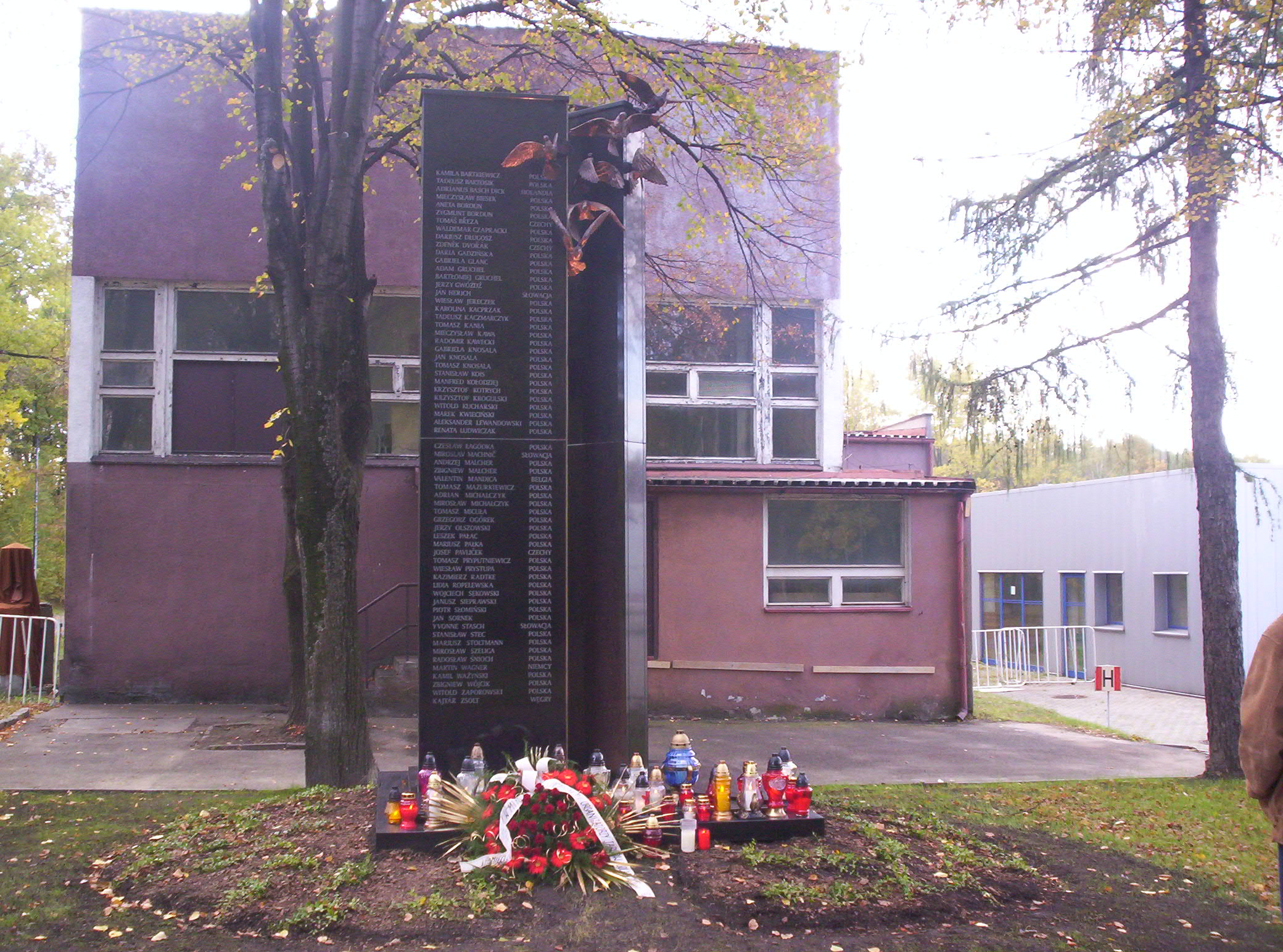
Pomnik upamiętniający zmarłych w katastrofie hali MTK z 2006 roku

Do 1951 roku miejscowość była siedzibą gminy Wełnowiec, po czym została ona przyłączona do Katowic. Siedziba Urzędu Gminy znajdowała się przy obecnej alei W. Korfantego 125, w dawnym budynku administracyjnym z przełomu XIX i XX wieku. W późniejszym okresie następował głównie rozwój sąsiedniego Józefowca. W Wełnowcu natomiast do 1951 roku zakończono wydobycie węgla kamiennego, a w 1965 roku powstał projekt rekultywacji nieużytków. Po 1989 roku systematycznie wygaszano produkcję w hucie cynku, a ich hale w 2005 roku wyburzono. Wiele zakładów sprywatyzowano bądź zlikwidowano. Wykonano także sporo inwestycji i remontów, w tym Szkoły Podstawowej nr 17, przebudowano skrzyżowania alei W. Korfantego z ulicami: Gnieźnieńską i Konduktorską . W wyniku ustalenia nowego podziału administracyjnego Katowic w 1991 roku Wełnowiec wszedł w skład dzielnicy Wełnowiec-Józefowiec.
Na terenie Międzynarodowych Targów Katowickich przy ulicy Bytkowskiej 28 stycznia 2006 roku doszło do jednej z największych katastrof budowlanych w Polsce. W trakcie odbywającego się tego dnia targów gołębi pocztowych doszło wówczas do zawalenia się hali MTK, w wyniku której zginęło 65 osób, a 170 zostało rannych.

## Gospodarka i instytucje

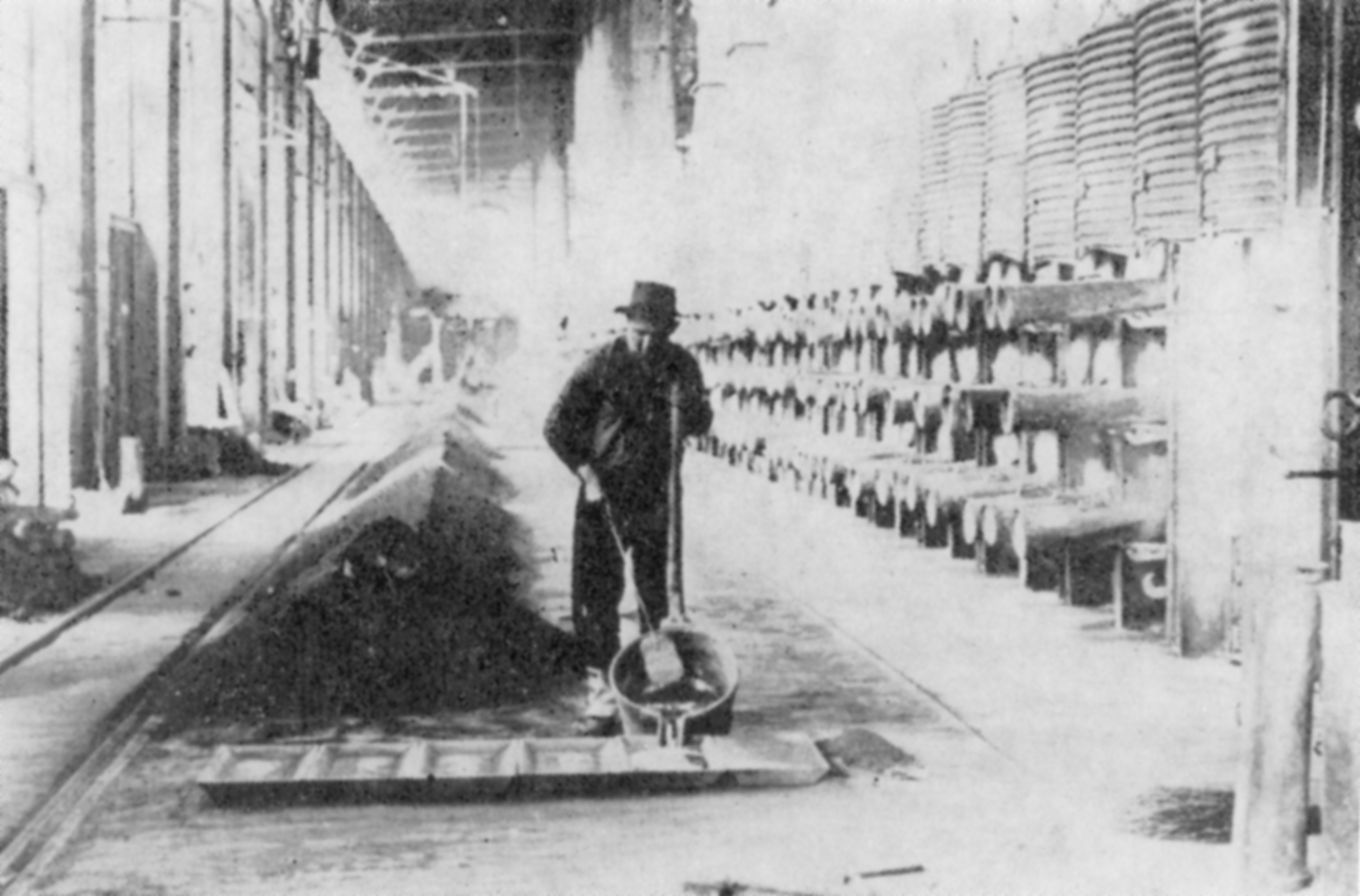
Wnętrze huty cynku „Hohenlohe” w 1930 roku

Działalność przemysłowa na terenie Wełnowca zaczęła intensywnie się rozwijać dzięki zalegającym płytko na jej terenie pokładów węgla kamiennego. Pierwszą małą kopalnię założono w 1788 roku – był to zakład „Caroline”. W czerwcu 1805 roku nadano pole górnicze nowej kopalni – „Hohenlohe” . Jej właścicielami byli: książę Fryderyk Ludwik zu Hohenlohe oraz przemysłowiec John Baildon . Na terenie osady założyli oni również, wybudowaną do 1819 roku  hutę żelaza „Hohenlohe”. Była ona wówczas jednym z pierwszych w Europie zakładów opalanych koksem. Następne kopalnie nadano po 1829 roku. Powstały wówczas zakłady: „August” (w 1834 roku) i „Maria” (w 1829 roku) . W 1834 roku powołano również kopalnię „Alfred”, a w 1842 roku „Hütte” . Od 1848 roku następował proces łączenia mniejszych zakładów wydobywczych w jedną kopalnię – „Hohenlohe”. Zakład tan powstał 13 kwietnia 1869 roku . Połączono wówczas zakłady: „Hohenlohe”, „Maria”, „Caroline” i „Hütte”.

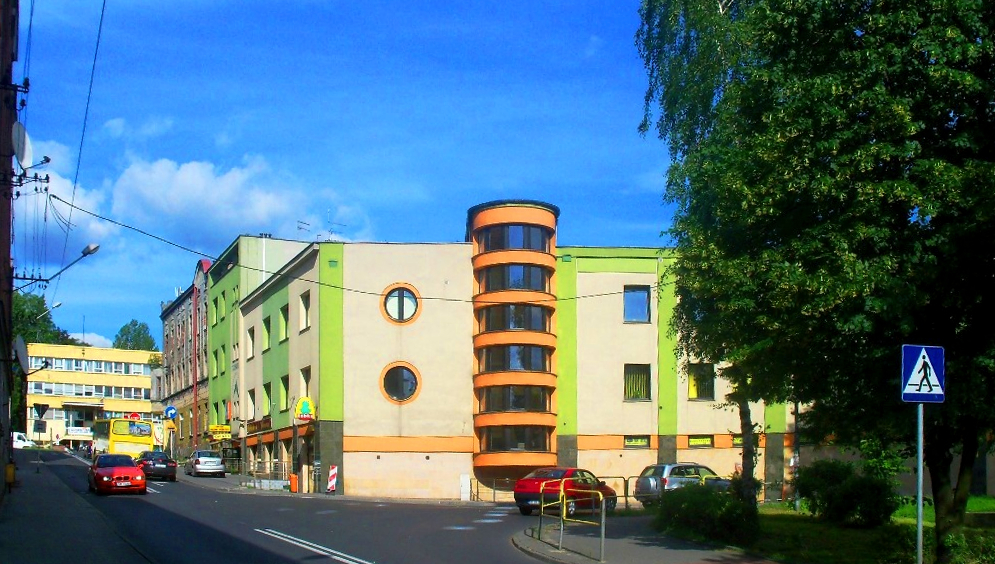
Dawna siedziba ŚZMO Opta przy ulicy Słonecznej 4 w 2010 roku

W Wełnowcu rozwinęło się również hutnictwo cynku. Pierwsza huta cynku powstała w 1821 roku – „Helena”, a następna dwa lata później – „August”. 1 marca 1873 roku  uruchomiono hutę „Hohenlohe” (późniejsze Zakłady Cynkowe „Silesia” w Katowicach), a w 1889 roku powstała nowoczesna walcownia cynku. Wówczas huta ta była jedną z największych na terenie Górnego Śląska . Po włączeniu Wełnowca do Polski, powołana w 1922 roku spółka Skarboferm przejęła akcje spółki Hohenlohe-Werke . 1 lipca 1961 roku w jedno przedsiębiorstwo połączono Zakłady Cynkowe „Wełnowiec” i Zakłady Cynkowe „Silesia” w Świętochłowicach-Lipinach pod nazwą Zakłady Cynkowe „Silesia” w Katowicach. W 1984 roku przemianowano przedsiębiorstwo na Zakłady „Metalurgiczne” Silesia . Obecnie ZM Silesia jest spółką akcyjną z siedzibą przy ulicy Konduktorskiej 8 i zajmuje się przetwórstwem cynku.

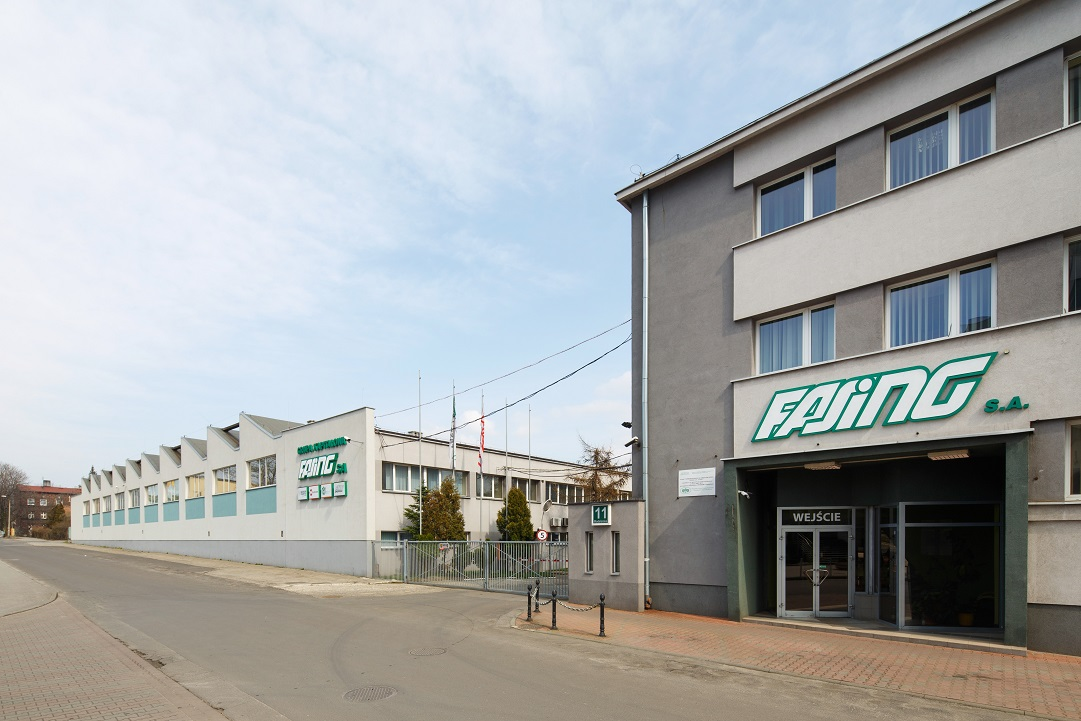
Siedziba Grupy Fasing przy ulicy Modelarskiej w Katowicach

Nowe przedsiębiorstwa na terenie Wełnowca z innych branż powstały w latach dwudziestych XX wieku. Były to m.in.: fabryka chemiczna Sigma, Górnośląska Fabryka Czekolady, Pierników i Cukrów E. Vespera, Fabryka Mebli Stalowych E. Postułki, Fabryka Telefonów, odlewnia żelaza i zakłady spożywcze. Na obszarze gminy Wełnowiec powstały również następujące zakłady: Ericsson (po II wojnie światowej: Zakłady Wytwórcze Urządzeń Sygnalizacyjnych), Fabryka Sprzętu i Narzędzi Górniczych Rapid i Śląskie Zakłady Mechaniczno-Optyczne OPTA . W 1923 roku zaprzestano wydobycia węgla kamiennego z szybu „Alfred”. W latach powojennych w Wełnowcu rozwinął się przemysł poligraficzny i elektroniczny. W latach 1968–1970 przy alei W. Korfantego 138 powstały zabudowania katowickich Zakładów Graficznych, które zlikwidowano w latach 90. XX wieku.
W związku z przemianami gospodarczo-ustrojowymi po 1989 roku przedsiębiorstwa na terenie Wełnowca sprywatyzowano bądź zlikwidowano. W tym czasie wygaszano produkcję w hucie cynku – hale hutnicze wyburzono w 2005 roku. W tym samym roku rozpoczęto również działania na rzecz powstania parku przemysłowego. Spółka Górnośląski Park Przemysłowy na granicy Katowic i Siemianowic Śląskich rozpoczęła przekształcanie terenów poprzemysłowych po hucie cynku w nowoczesny kompleks gospodarczy. Na tym terenie powstał kompleks biurowy GPP Business Park . W 1992 roku w budynkach byłego Ośrodka Postępu Technicznego przy ulicy Bytkowskiej powołano Międzynarodowe Targi Katowickie, które organizowało liczne imprezy handlowo-wystawiennicze. Przy ulicy Modelarskiej 11 swoją siedzibę ma Fabryka Sprzętu i Narzędzi Górniczych FASING, która jest jednym z największych producentów łańcuchów dla różnych branż przemysłu.

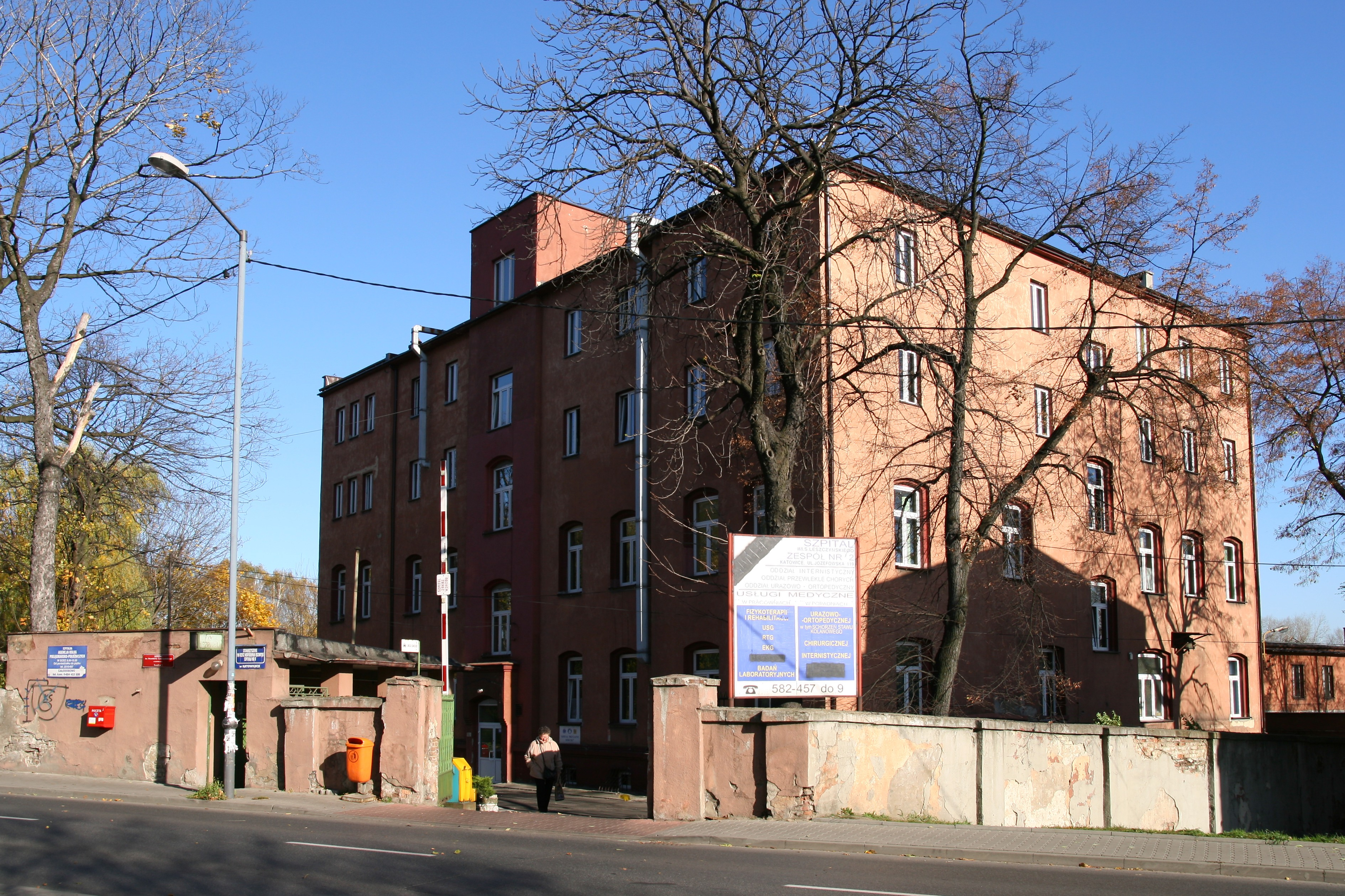
Filia Katowickiego Centrum Onkologii

W Wełnowcu funkcjonuje filia Katowickiego Centrum Onkologii. Budynek szpitala przy ulicy Józefowskiej 119 powstał na przełomie XIX i XX wieku jako szpital zakładowy dla pracowników wełnowieckiej huty „Hohenlohe”. W latach międzywojennych funkcjonował tu Szpital Przemysłowy, a po II wojnie światowej Szpital Miejski nr 5, połączony w 1998 roku ze Szpitalem Miejskim nr 8.
W dawnej siedzibie dyrekcji Zakładów Hohenlohego przy alei W. Korfantego ma swoją siedzibę Sąd Apelacyjny. Liczne przedsiębiorstwa w Wełnowcu są zlokalizowane również w rejonie ulicy Owocowej. Znajduje się tam m.in. placówka Urzędu Statystycznego w Katowicach oraz Okręgowy Inspektorat Pracy w Katowicach Państwowej Inspekcji Pracy. Przy alei W. Korfantego 128 znajduje się placówka Poczty Polskiej, znajdująca się w historycznym budynku z końca XIX wieku. Przy tej samej alei, pod numerem 191 mieści się Oddział Śląskiego Instytutu Techniki Budowlanej, który prowadzi prace badawcze w dziedzinie budownictwa i pokrewnych.

## Architektura i urbanistyka
Początkowo rejon Wełnowca składał się z luźno zlokalizowanej zabudowy  i dopiero wraz z uruchomieniem zakładów przemysłowych w XIX wieku zaczęto budować domy mieszkalne dla robotników, początkowo wzdłuż drogi od istniejącego obecnie stawu hutniczego w kierunku Huty Laura, po obu stronach dzisiejszej alei W. Korfantego . Przy nadanej w 1834 roku kopalni „Alfred” powstała kolonia robotnicza dla jej górników, natomiast w latach 50. XIX wieku na wysokości dzisiejszej ulicy M. Karłowicza powstała kolonia Fryderyka. W podobnym czasie powstała kolonia Öhringen, która znajdowała się w rejonie obecnej ulicy Gnieźnieńskiej . Pod koniec XIX wieku przy obecnej alei W. Korfantego 120 powstał wełnowiecki zajazd, określany również jako Fürtstliche Hüttenhasthaus (niem. Książęcy Zajazd Hutniczy). W pierwszym ćwierćwieczu XX wieku został on rozbudowany na dom mieszkalny dla pracowników Zakładów Hohenlohego.
W związku z przeniesieniem zarządu zakładów księcia Hohenlohego oraz powstania spółki akcyjnej Hohenlohe-Werke, w 1906 bądź w 1909 roku powstał neoklasycystyczny gmach dla dyrekcji spółki, natomiast dla inżynierów i urzędników osiedle willowe w rejonie alei W. Korfantego, ulicy Jesionowej i ulicy Cisowej. Założono również dzisiejszy Park Wełnowiecki. W latach 90. XIX wieku  bądź około 1910 roku wybudowano, istniejące do dziś, budynki szybu „Alfred”. W 1927 roku wybudowano domy mieszkalne przy obecnej alei W. Korfantego 134 i 136, zaprojektowane przez Tadeusza Michejdę. Na początku lat 30. XX wieku w rejonie dzisiejszych ulic: Józefowskiej i Bytomskiej powstała kolonia domów wojewódzkich, przeznaczona dla urzędników administracji państwowej.

Budynki przedwojenne na terenie Wełnowca
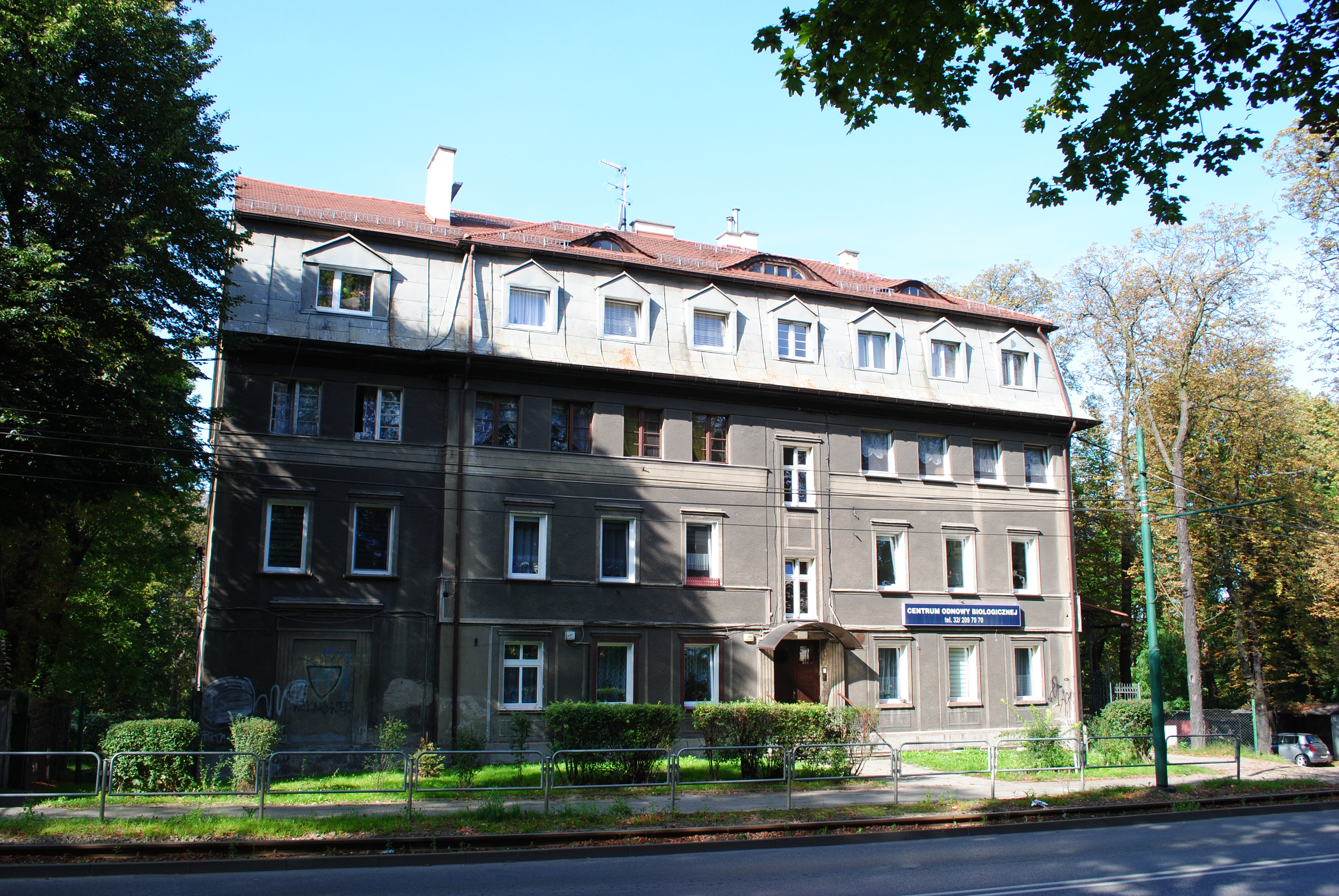
Budynek mieszkalny przy alei W. Korfantego 1230
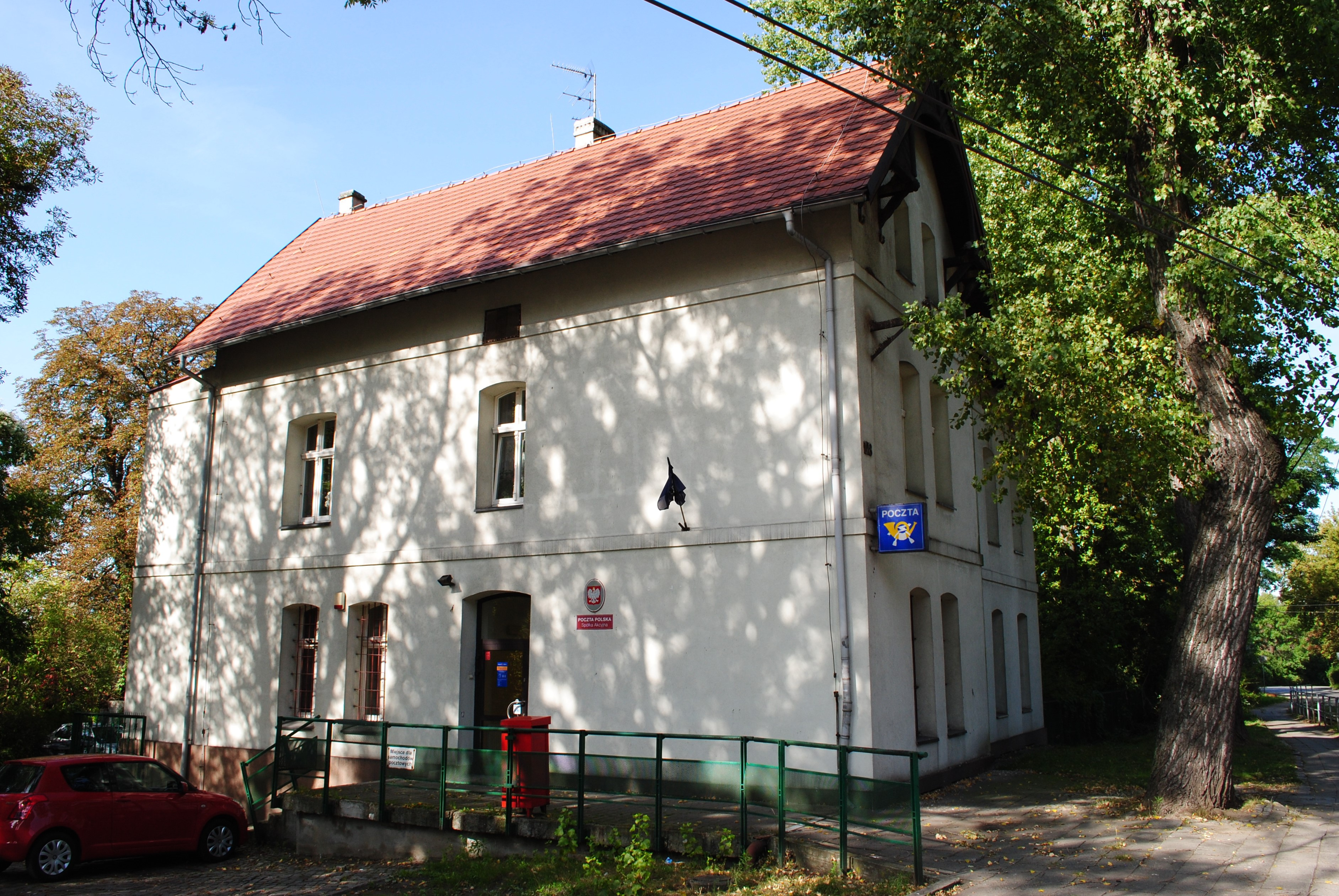
Placówka Poczty Polskiej przy alei W. Korfantego 128 z końca XIX wieku
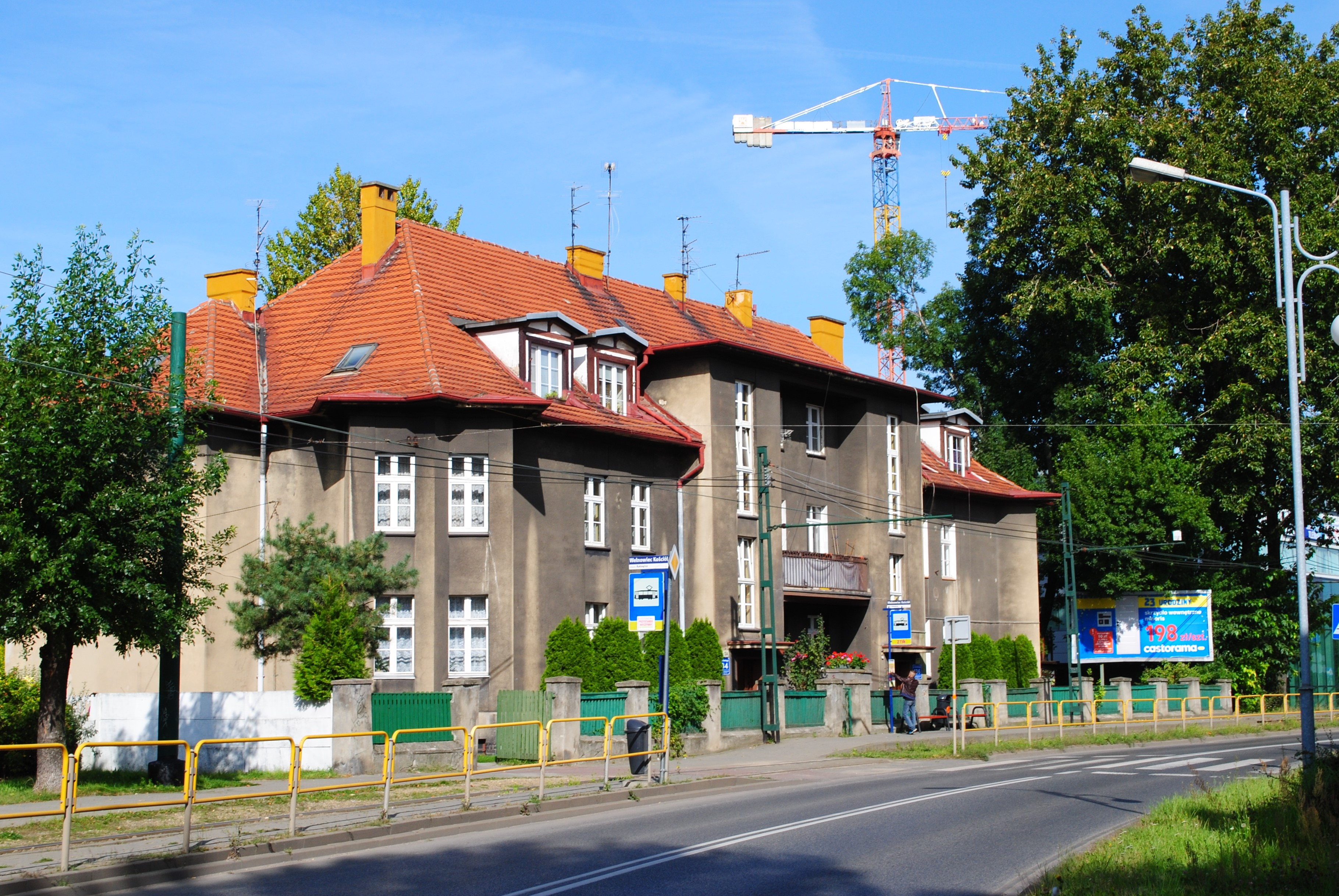
Dom mieszkalny przy alei w. Korfantego 134/136 z 1927 roku projektu Tadeusza Michejdy
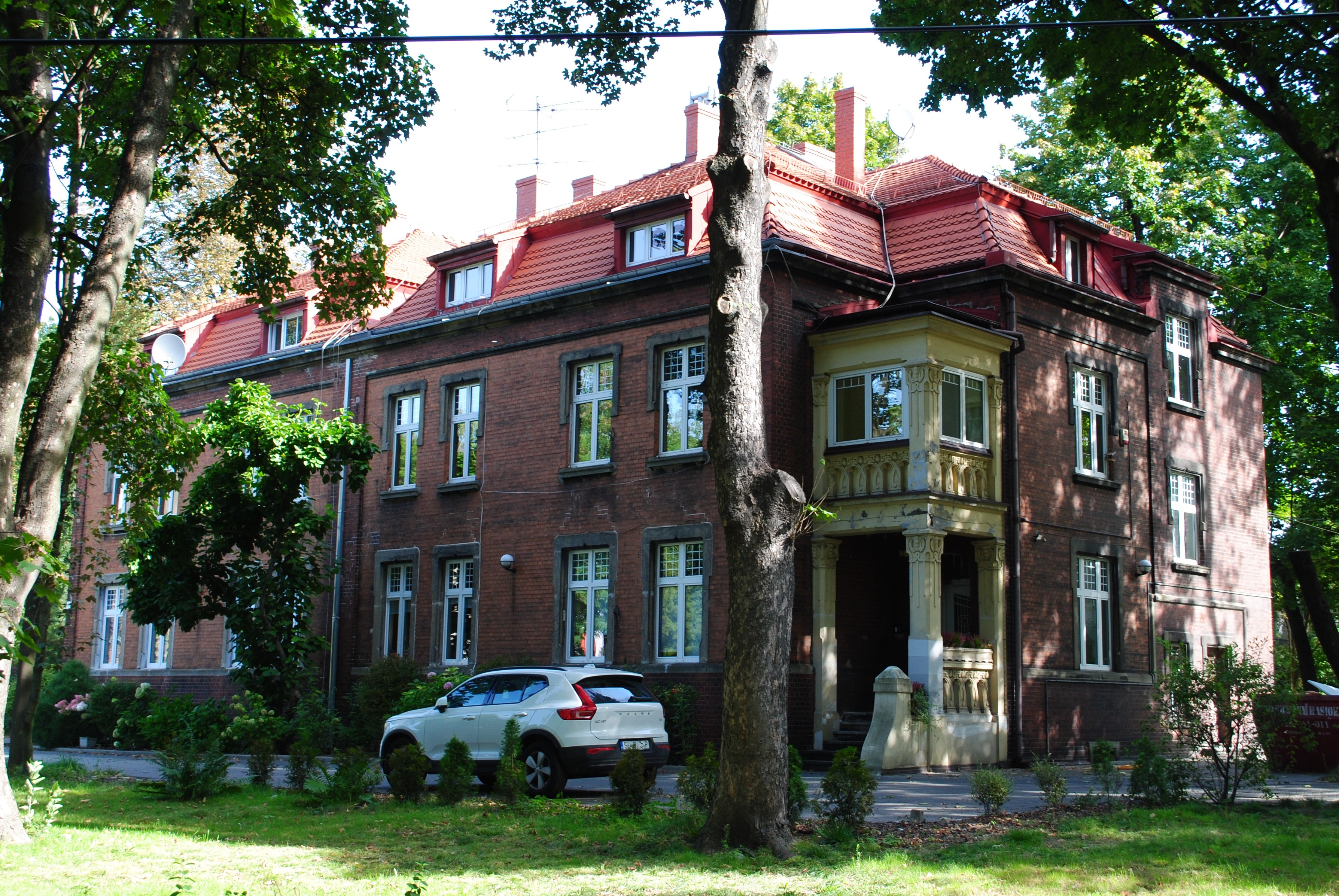
Budynek mieszkalny przy alei W. Korfantego 123
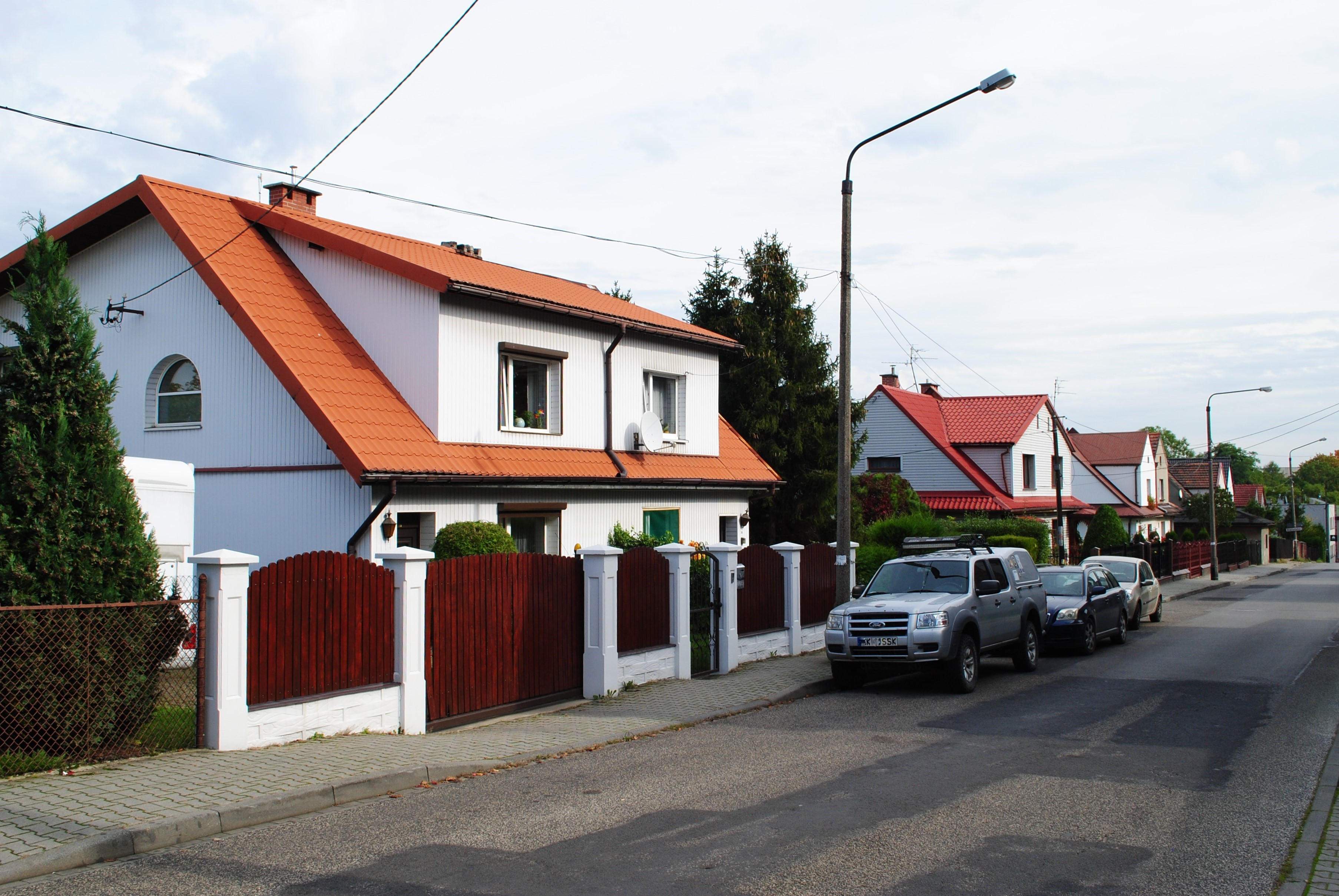
Fragment kolonii domów wojewódzkich przy ulicy Bytomskiej

W latach powojennych z uwagi na sąsiedztwo huty cynku w rejonie alei W. Korfantego nie powstała w jej rejonie zabudowa mieszkalna. Nowa zabudowa powstała natomiast w innych rejonach dzielnicy – nowoczesne budownictwo oddano do użytku w rejonie ulic: Jesionowej i Owocowej. Budynki te powstały w latach 70. i 80. XX wieku. W 1953 roku powstały domy mieszkalne na granicy Wełnowca i Józefowca, przy ulicy J. Dekerta 2, 4, 6 i 8. Pod koniec lat 50. XX wieku zaczęto budować pierwsze domy mieszkalne w rejonie ulicy Alfreda, a w latach 80. XX wieku zabudowę szeregową wzdłuż ulicy Promiennej. Z lat powojennych pochodzi również liczna, istniejąca obecnie zabudowa przemysłowa.
Po 1989 roku nowa zabudowa powstawała głównie w północnej części Wełnowca. Od początku lat 90. XX wieku rozpoczęto budowę osiedla w rejonie ulic: I. Daszyńskiego, J. Pietrusińskiego i T. Patalonga. Ostatnie domy powstały w 2008 roku. W latach 2008–2014 powstała zabudowa kompleksu biurowego GPP Business Park przy ulicy Konduktorskiej, natomiast w 2009 roku budynek handlowo-usługowy DL Atrium znajdujący się przy alei W. Korfantego 138. W styczniu 2020 roku przy nim rozpoczęła się realizacja budynku biurowego DL Tower. W latach 2016–2018 w rejonie skrzyżowania ulic: Bytkowskiej i Telewizyjnej powstał zespół budynków mieszkalnych Bytkowska Park, zawierających łącznie 242 mieszkania.

Budynki powojenne na terenie Wełnowca
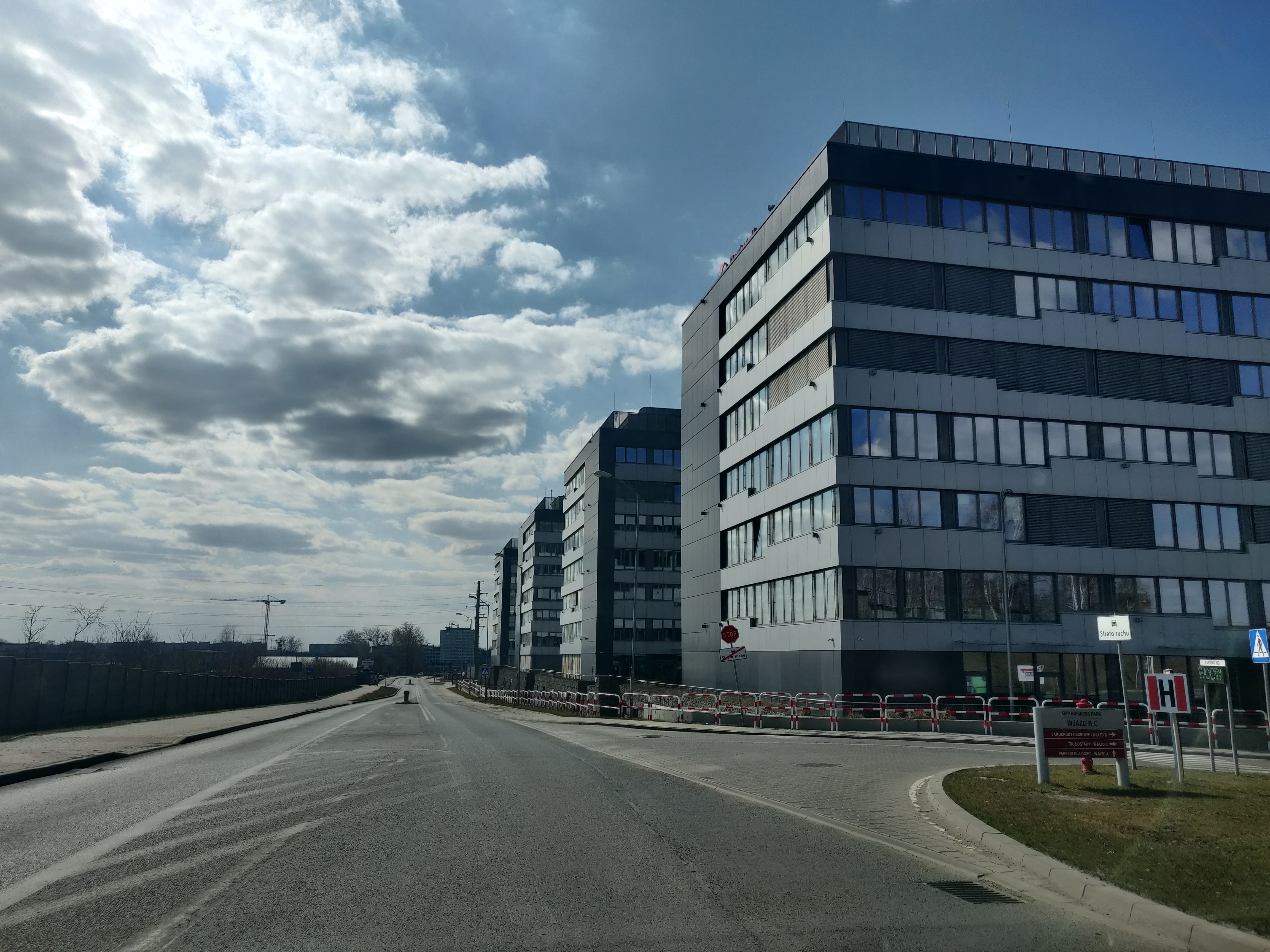
Kompleks budynków GPP Business Park przy ulicy Konduktorskiej
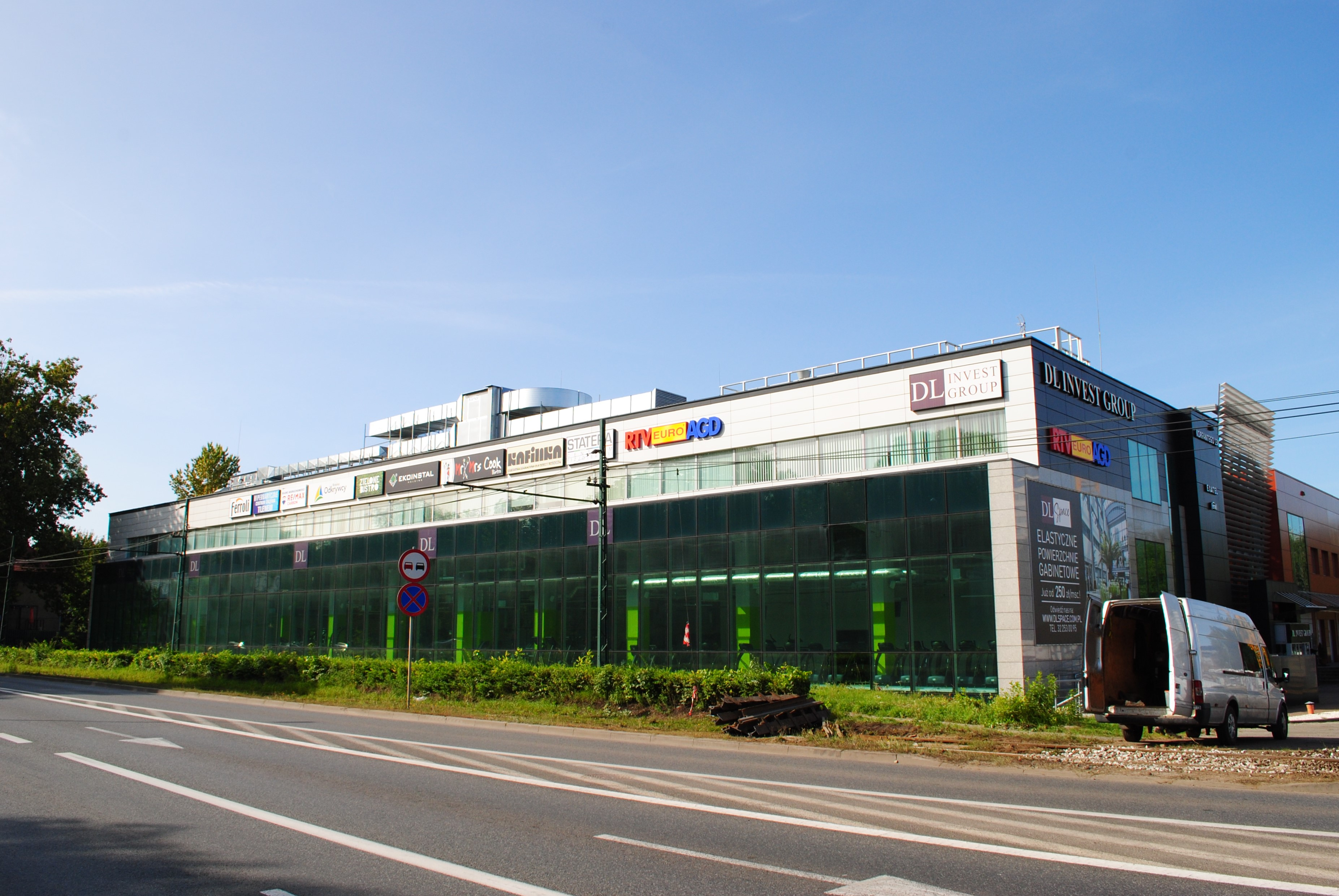
Budynek handlowo-usługowy DL Atrium z 2009 roku przy alei W. Korfantego 138
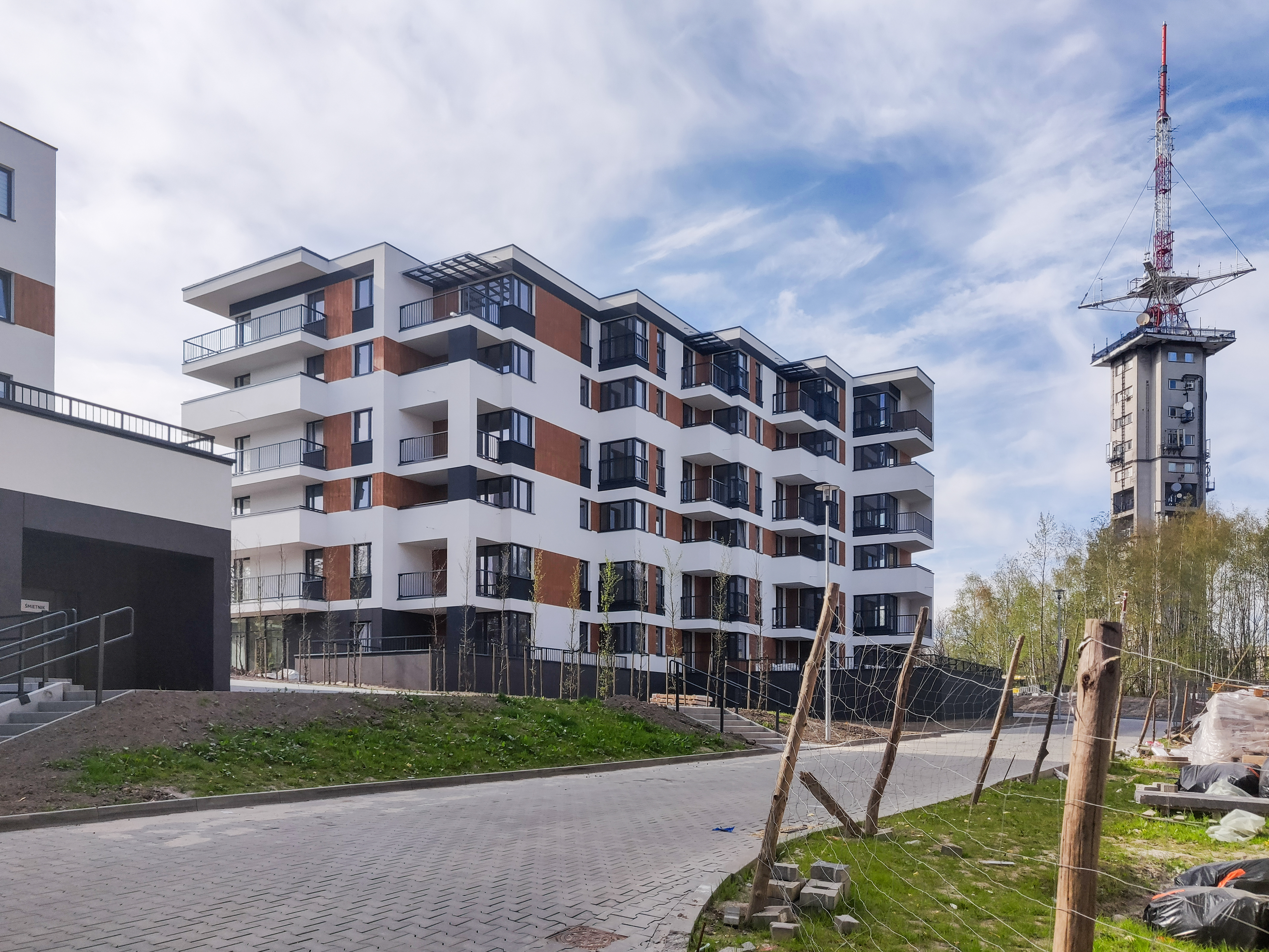
Fragment osiedla Bytkowska Park przy ulicy Bytkowskiej
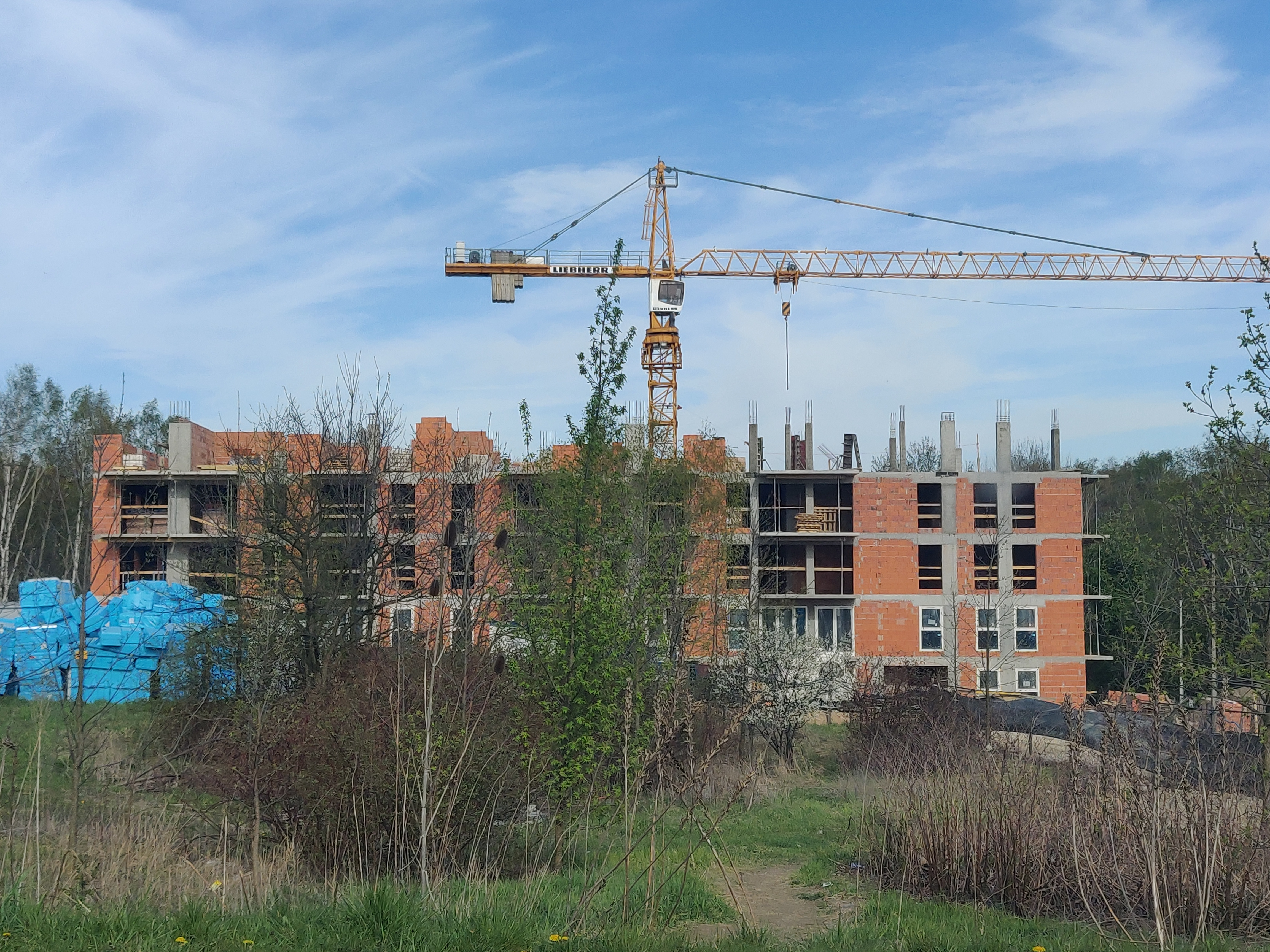
Budowa osiedla Murapol Śląskie Ogrody w kwietniu 2019 roku
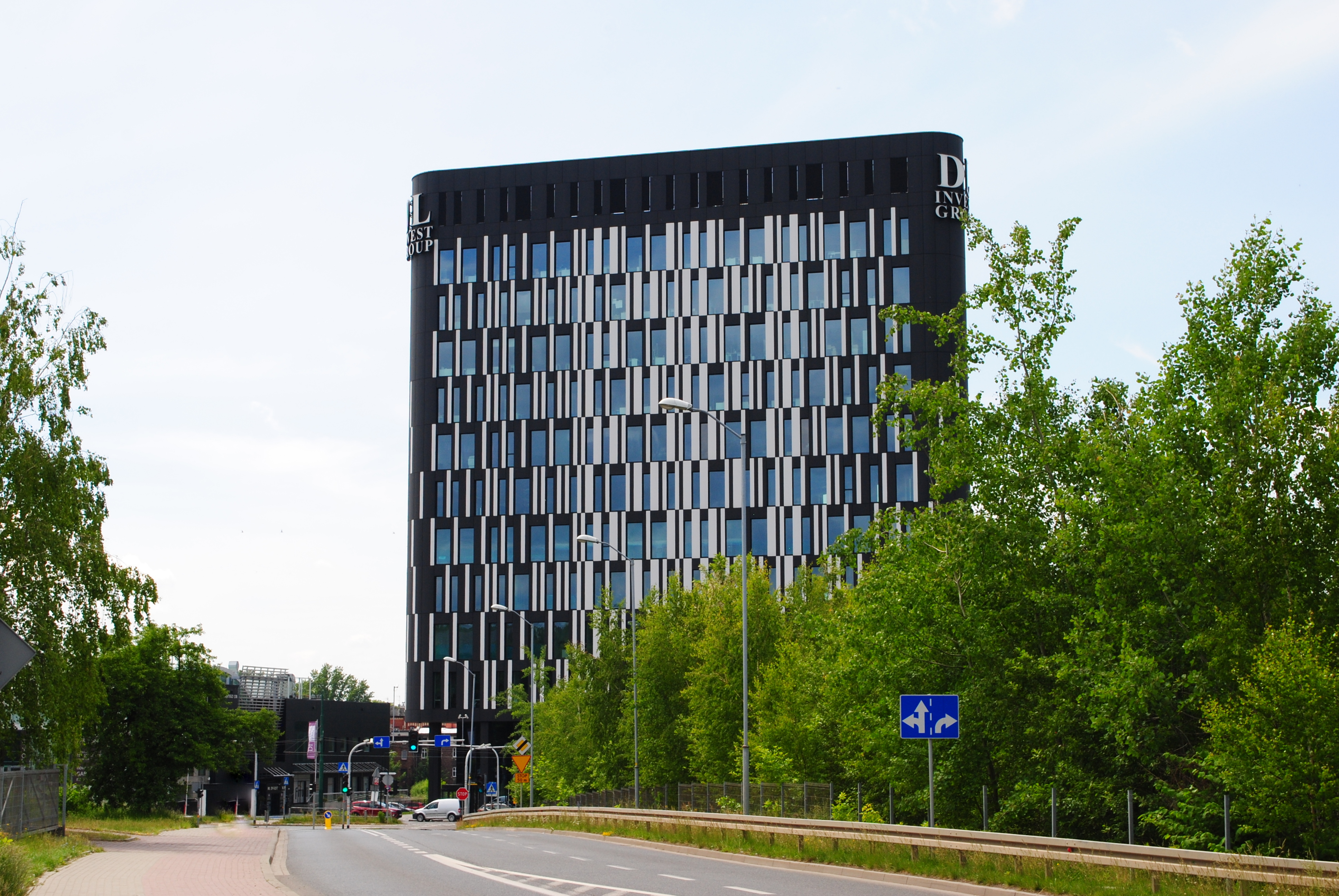
DL Tower przy alei W. Korfantego 138a

### Zabytki i obiekty historyczne

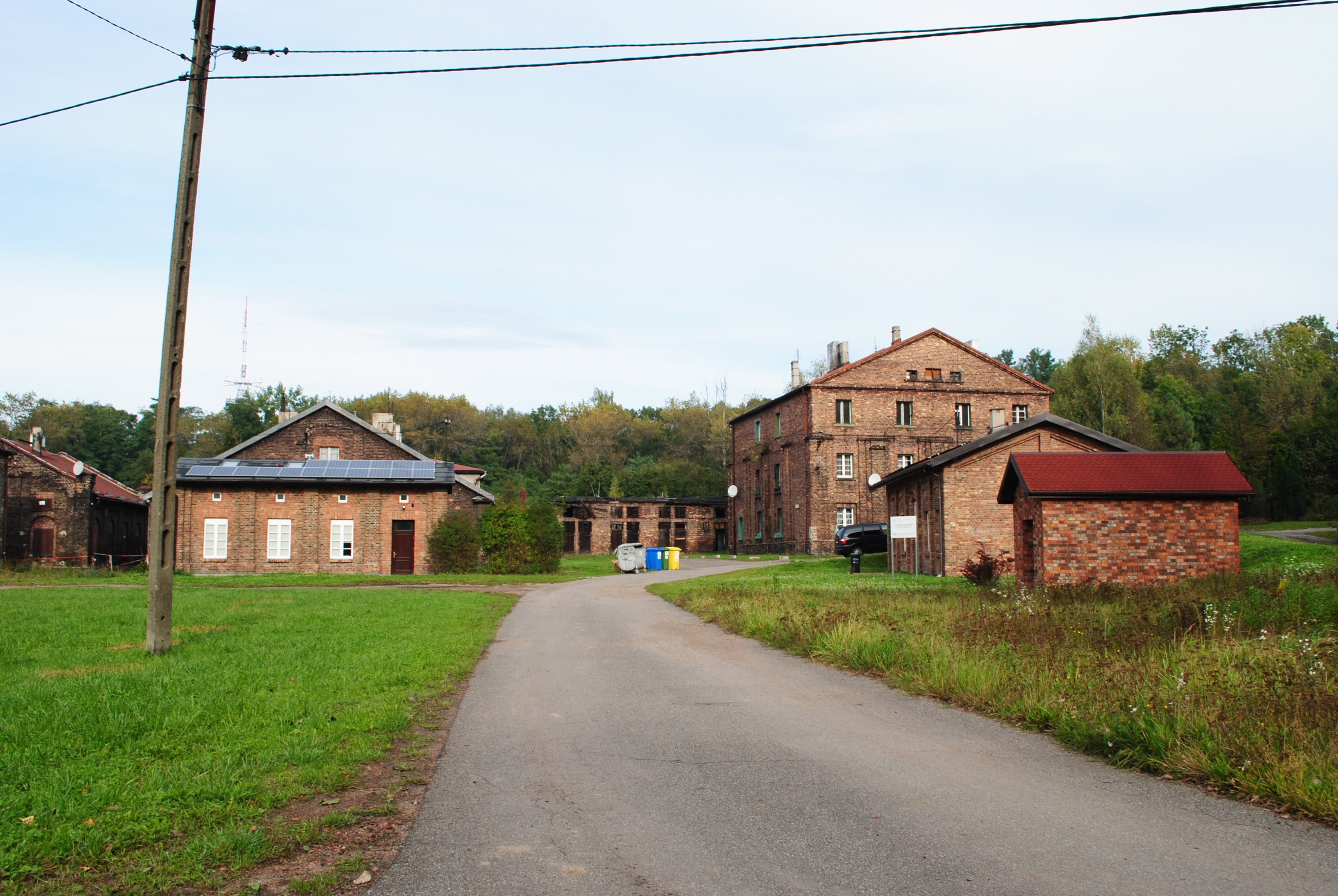
Zabudowa zabytkowej kolonii Alfred

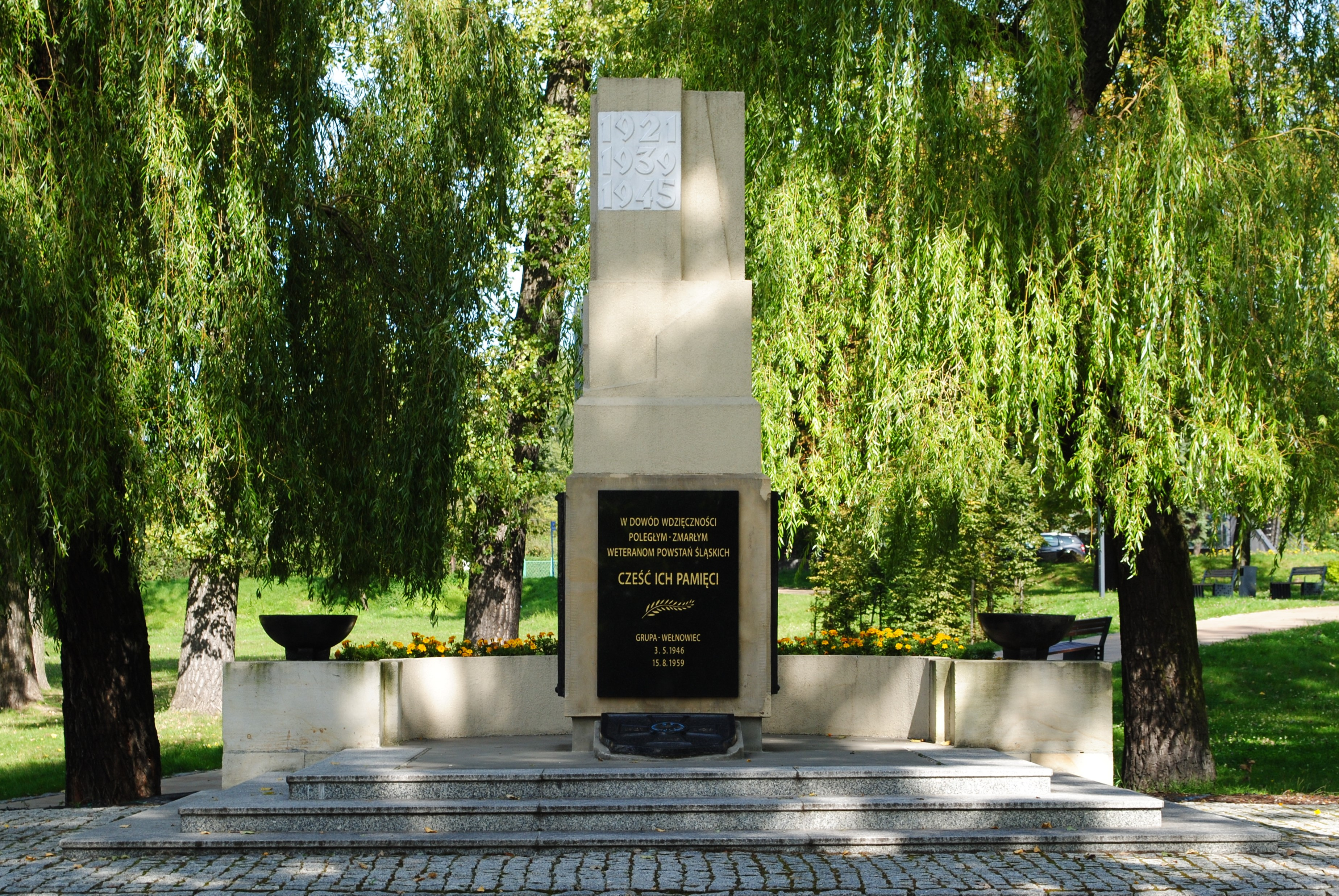
Fragment założenia parkowego skweru Walentego Fojkisa

Na terenie Wełnowca znajdują się dwa obiekty wpisane do rejestru zabytków, ponadto na obszarze Wełnowca był jeszcze jeden obiekt wpisany do rejestru w przeszłości, po czym został z niego skreślony i wyburzony. Są to:
- Zabytkowy budynek Sądu Apelacyjnego (aleja W. Korfantego 117/119), wpisany do rejestru zabytków (nr rej.: A/1664/97 z 15 grudnia 1997 roku); ochroną objęty jest budynek wraz ze schodami[51];
- Dawna hala pieców destylacyjnych w Zakładach Metalurgicznych „Silesia” w Katowicach przy alei W. Korfantego 141, wpisana do rejestru zabytków (nr rej.: 1385/89 z 30 maja 1989 roku), wzniesiona w 1913, w stylu modernizmu[51] – budynek ten skreślono z rejestru decyzją Ministra Kultury z 4 kwietnia 2005 roku i wyburzono[50];
- Zabudowa szybu „Alfred” (aleja W. Korfantego 182 i 184, plac Alfreda 1-13), wpisana do rejestru zabytków (nr rej.: 1228/78 z 19 sierpnia 1978 roku); teren wraz z obiektami dawnej kopalni „Alfred”: lokomotywownia, warsztaty, kotłownia, maszynownia, nadszybie, łaźnia, cechownia, kuźnia, stajnia, dwa domy mieszkalne; budynki pochodzą z 1910, zostały wybudowane w stylu historyzmu i modernizmu; do rejestru wpisany został także starodrzew[52];

Poza wymienionymi wyżej zabytkowymi obiektami, na obszarze dzielnicy występują historyczne obiekty, z czego część z nich wpisano do gminnej ewidencji zabytków miasta Katowice, a także są chronione przepisami miejscowego planu zagospodarowania przestrzennego. Wśród takich obiektów są m.in. kamienice przy ulicy Słonecznej 3 i 9, ulicy Jesionowej 2 i 4/6/8 i alei W. Korfantego 111/113, 115, 118, 120, 123, 124/126, 125, 127, 128, 131a, 133 i 134/136, kolonia Fryderyka, kościół NMP Wspomożenia Wiernych, gmach Szkoły Podstawowej nr 51 przy ul. J. Dekerta 1 czy zabudowa wzdłuż ulicy M. Karłowicza. Strefą ochrony konserwatorskiej objęto kilka rejonów dzielnicy, tj.: zabudowę wzdłuż ulicy Gnieźnieńskiej i ulicy Nowy Świat, rejon ulic: J. Dekerta, M. Karłowicza i Strażackiej, obszar kolonii Fryderyka, kolonię wojewódzką w rejonie ulic Bytomskiej i Józefowskiej, kolonię Alfred i skwer W. Fojkisa.
pośród historycznych budynków w Wełnowcu, do cenniejszych należą następujące z nich:
- Zabudowa mieszkaniowa tzw. kolonii Fryderyka z końca XIX wieku[54];
- Zabytkowe budynki mieszkalne (aleja W. Korfantego 118, 120, 124/126, 128, 123, 125, 127, 131, 133 i 134/136)[55];
- Kościół pw. NMP Wspomożenia Wiernych (aleja W. Korfantego 121/1)[55]; zaadaptowany z byłej hali produkcyjnej huty, przebudowany w roku 1930;
- Założenie parkowe skweru Walentego Fojkisa wraz z istniejącą zielenią wysoką, obiektami małej architektury, pomnikiem poległych, zmarłych weteranów powstań śląskich 1929, 1939, 1945 oraz obiektami budowli ochronnych[56];
- Zespół filii Katowickiego Centrum Onkologii (ulica Józefowska 119); w granicach zespołu znajdują się: główny murowany czterokondygnacyjny budynek dawnego szpitala hutniczego z przełomu XIX i XX wieku, przebudowany w latach międzywojennych, ogród, ogrodzenie od strony zachodniej i południowej z tynkowanego muru ceglanego[56].

## Transport

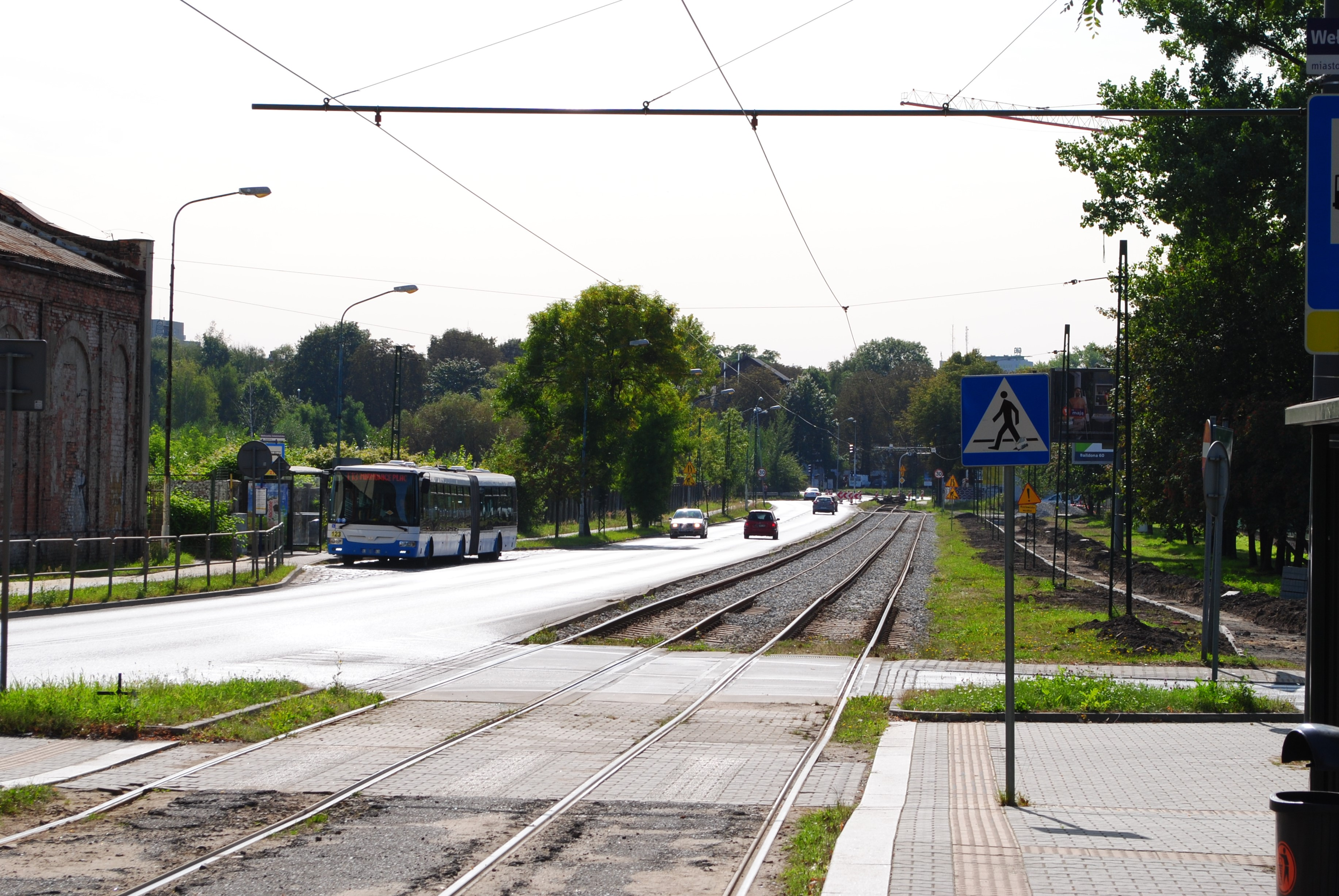
Aleja W. Korfantego na wysokości ulicy M. Karłowicza

Główną osią komunikacyjną w Wełnowcu jest aleja W. Korfantego. Trasa ta w XIX wieku w kierunku południowym prowadziła do Katowic, natomiast na północ do kopalni „Alfred”, a stamtąd do Huty Laura (Siemianowic Śląskich) i Chorzowa (Starego). Przy niej znajdowało się część zakładów Hohenlohego i domy mieszkalne, a sam przebieg był prawie prostolinijny prócz fragmentu na wysokości dzisiejszego kościoła Najświętszej Maryi Panny Wspomożenia Wiernych, gdzie w przeszłości droga omijała wielki piec huty żelaza „Hohenlohe”. Jest to droga powiatowa o klasie drogi zbiorczej. Biegnie ona południkowo i zapewnia ona połączenie w kierunku południowym z Koszutką i Śródmieściem, natomiast na północ z Siemianowicami Śląskimi. Przez Wełnowiec przebiega również część ulic: Bytkowskiej (północna część droga gminna o klasie drogi zbiorczej; łączy Wełnowiec z Dębem na południu i Siemianowicami Śląskimi-Bytkowem na północy), Józefowskiej (północna część; droga powiatowa o klasie drogi lokalnej; łączy z Józefowcem w kierunku południowym) Słonecznej (wschodnia część na granicy z Koszutką; droga gminna o klasie drogi lokalnej; łączy dzielnicę z Józefowcem). Na granicy Wełnowca i Siemianowic Śląskich przebiega ulica Telewizyjna, która w kierunku zachodnim kieruje się dalej przez Węzłowiec do Chorzowa Starego (ulica Siemianowicka), natomiast na wschód do Siemianowic Śląskich (ulica Katowicka). Do pozostałych ważniejszych ulic na terenie Wełnowca należą ulice: Bytomska (na granicy Józefowca i Wełnowca; droga gminna o klasie drogi lokalnej) i Gnieźnieńska (droga powiatowa o klasie drogi lokalnej).

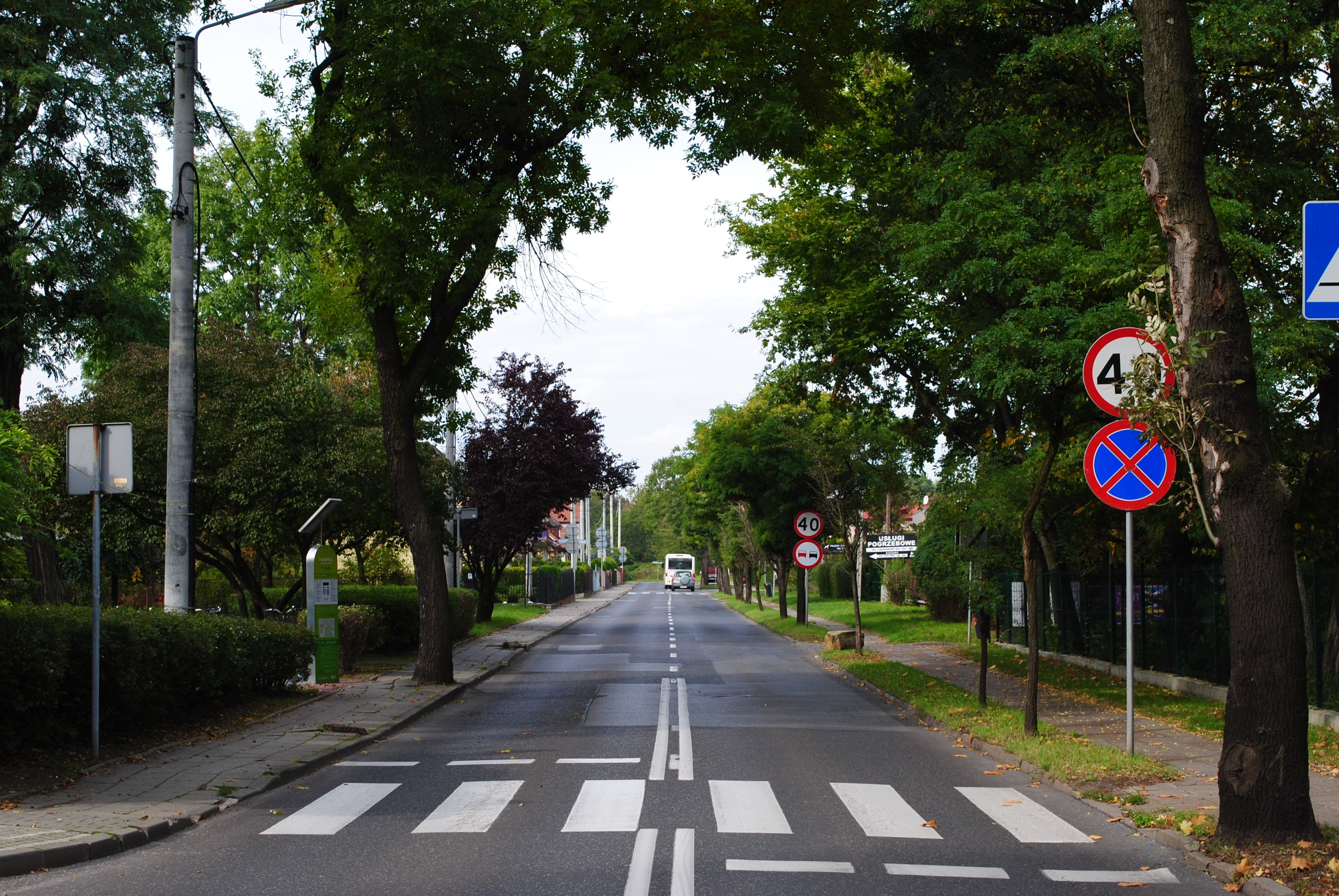
Ulica Józefowska w Wełnowcu na wysokości ulicy Bytomskiej

Przez obszar Wełnowca nie przebiega żadna linia kolejowa, lecz w przeszłości równolegle do granicy Józefowca z Wełnowcem ciągnęła się bocznica łącząca Katowice z obecną stacją techniczną Katowice Dąbrówka Mała. Linia ta od południa w kierunku północnym biegła równolegle do ulicy C.K. Norwida, po czym skręcała na wschód, przecinając na wysokości zakładów Fasing aleję W. Korfantego i ulicę Konduktorską. Linia ta została oddana do użytku 1 grudnia 1859 roku jako linia normalnotorowa wykorzystywana w ruchu towarowym. Rozbiórka linii została przeprowadzona w 1992 roku. W XIX i XX wieku (do około 2002 roku) wzdłuż ulicy konduktorskiej przebiegała linia wąskotorowa do ZM Silesia wraz ze stacją wąskotorową i odnogą biegnącą do hałdy znajdującej z lewej strony ulicy Konduktorskiej (kier. północ). Odcinek ZM Silesia – stacja Paulina. W XIX wieku wąskotorówka była przedłużona od ZM Silesia w kierunku Bytkowa i znajdujących się tam szybów i zakładów, a w XX wieku również na południe do stacji Katowice Wąskotorowe i zakładów w obecnym centrum miasta.

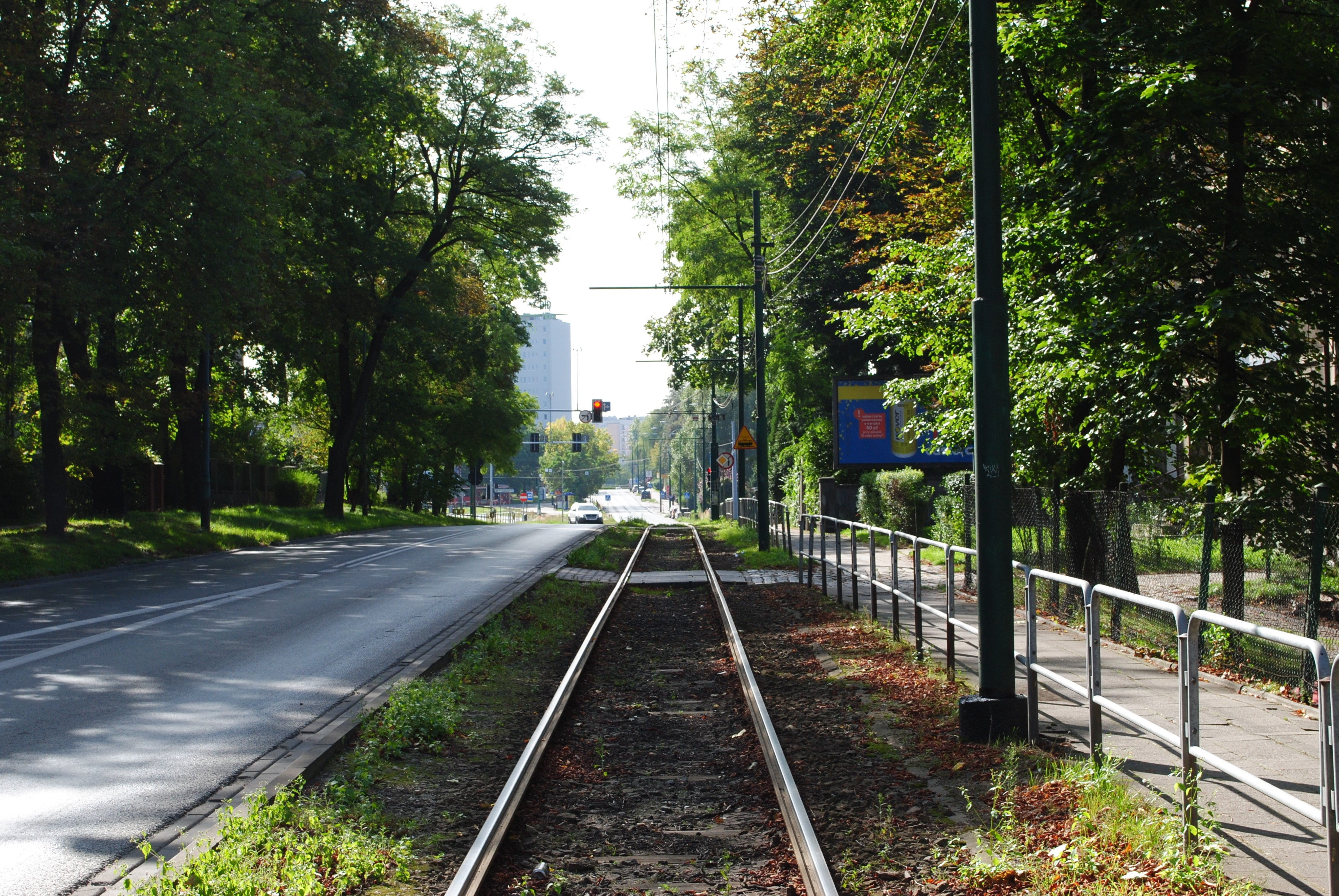
Linia tramwajowa w Wełnowcu wzdłuż alei W. Korfantego w pobliżu budynku Sądu Apelacyjnego

Przez Wełnowiec, wzdłuż alei W. Korfantego, przebiega linia tramwajowa. Jej początki sięgają końca XIX wieku, kiedy to o koncesję na budowę wąskotorowej linii tramwaju parowego Królewska Huta – Dąb – Katowice – Wełnowiec – Huta Laura wystąpiła berlińska spółka Kramer & Co. Wkrótce po uzyskaniu koncesji, 23 marca 1896 roku zrealizowano pierwszy odcinek, tj. Huta Marta (na wysokości obecnego ronda gen. Ziętka) – Wełnowiec – Huta Laura oddano do użytku 30 grudnia 1896 roku. Wkrótce linię tę zelektryfikowano. 25 lipca 1900 roku oddano do użytku linię łączącą Hutę Laura z Królewską Hutą (Chorzowem), biegnącą wzdłuż obecnej ulicy Telewizyjnej. Linię tę zlikwidowano 1 stycznia 2009 roku, a na niej kursowała linia tramwajowa nr 12. W październiku 1942 roku w rejonie obecnego placu Alfreda oddano do użytku tymczasową pętlę tramwajową którą potem rozebrano, a nową wybudowano w 1956 roku w obecnym miejscu. Obecnie, według stanu z lutego 2021 roku, przez Wełnowiec kursują dwie linie tramwajowe: 13 i 16, o średniej częstotliwości w dniach roboczych w godzinach szczytu ośmiu kursów w jedną stronę na dobę. Linie te łączą Wełnowiec w kierunku północnym z placem Alfreda i placem P. Skargi w Siemianowicach Śląskich, natomiast w kierunku południowym z placem Wolności w Śródmieściu Katowic i pętlą tramwajową w Katowicach-Brynowie (centrum przesiadkowe Katowice Brynów) przez Koszutkę.

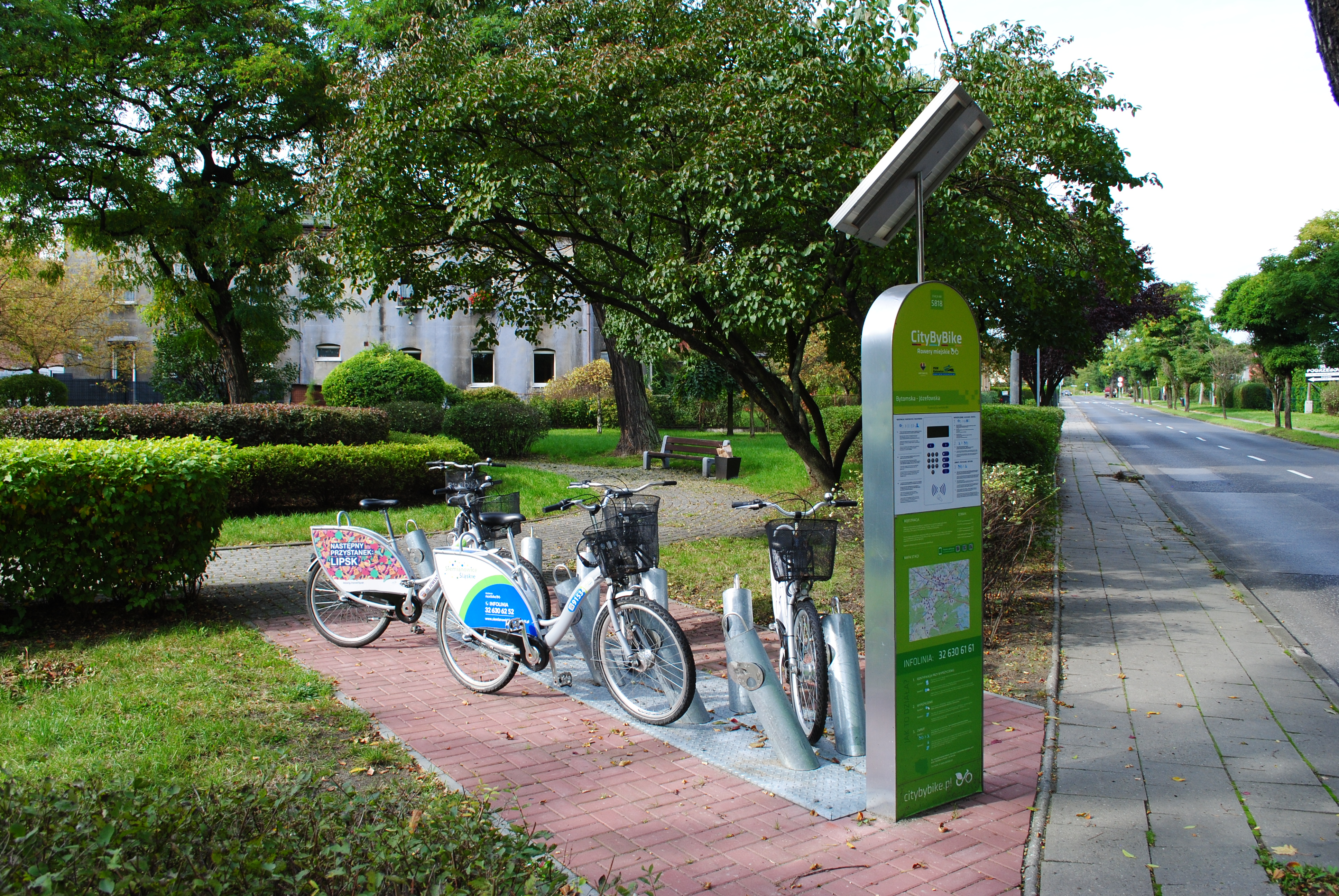
Stacja rowerów miejskich City by bike Bytomska-Józefowska przy skwerze ks. B. Kałuży

Pierwsze połączenia autobusowe kursujące przez Wełnowiec uruchomiono w latach 20. XX wieku. Wówczas to 22 października 1927 roku spółka Schlesische Kleinbahn uruchomiła cogodzinne połączenia na trasie Katowice – Wełnowiec – Chorzów – Bytom. W 1929 roku autobusy powstałej rok wcześniej spółki Towarzystwo Komunikacji Samochodami prowadziły połączenia m.in. na trasie Katowice – Wełnowiec – Chorzów (Stary) – Królewska Huta – Bytom. Spółka ta ze względu na dużą konkurencję w 1934 roku została postawiona w stan likwidacji. 1 listopada 1929 roku rozpoczął działalność komunalny związek celowy Śląskie Linie Autobusowe, które uruchomiło pierwsze połączenie na trasie Katowice – Siemianowice. Obecnie, według stanu z połowy lutego 2021 roku, organizatorem transportu zbiorowego w Wełnowcu jest Zarząd Transportu Metropolitalnego. Na terenie Wełnowca znajduje się 7 przystanków: Bytkowska Centrum Targowe, Telewizja Katowice, Wełnowiec Gnieźnieńska, Wełnowiec GPP BUSINESS PARK, Wełnowiec Kościół, Wełnowiec Plac Alfreda i Wełnowiec Poczta. Z przystanku Wełnowiec Plac Alfreda kursuje 7 linii autobusowych, zapewniających połączenie Wełnowca z innymi dzielnicami Katowic i miastami Górnośląsko-Zagłębiowskiej Metropolii.
W Wełnowcu wydzielone drogi dla roweów prowadzą wzdłuż ulicy Konduktorskiej, alei W. Korfantego (północna część), ulicy Telewizyjnej i ulicy Bytkowskiej (północna część). Nie przebiegają natomiast przez dzielnicę żadne oznaczone szlaki rowerowe. Znajduje się tu natomiast kilka stacji Metroroweru.

## Oświata

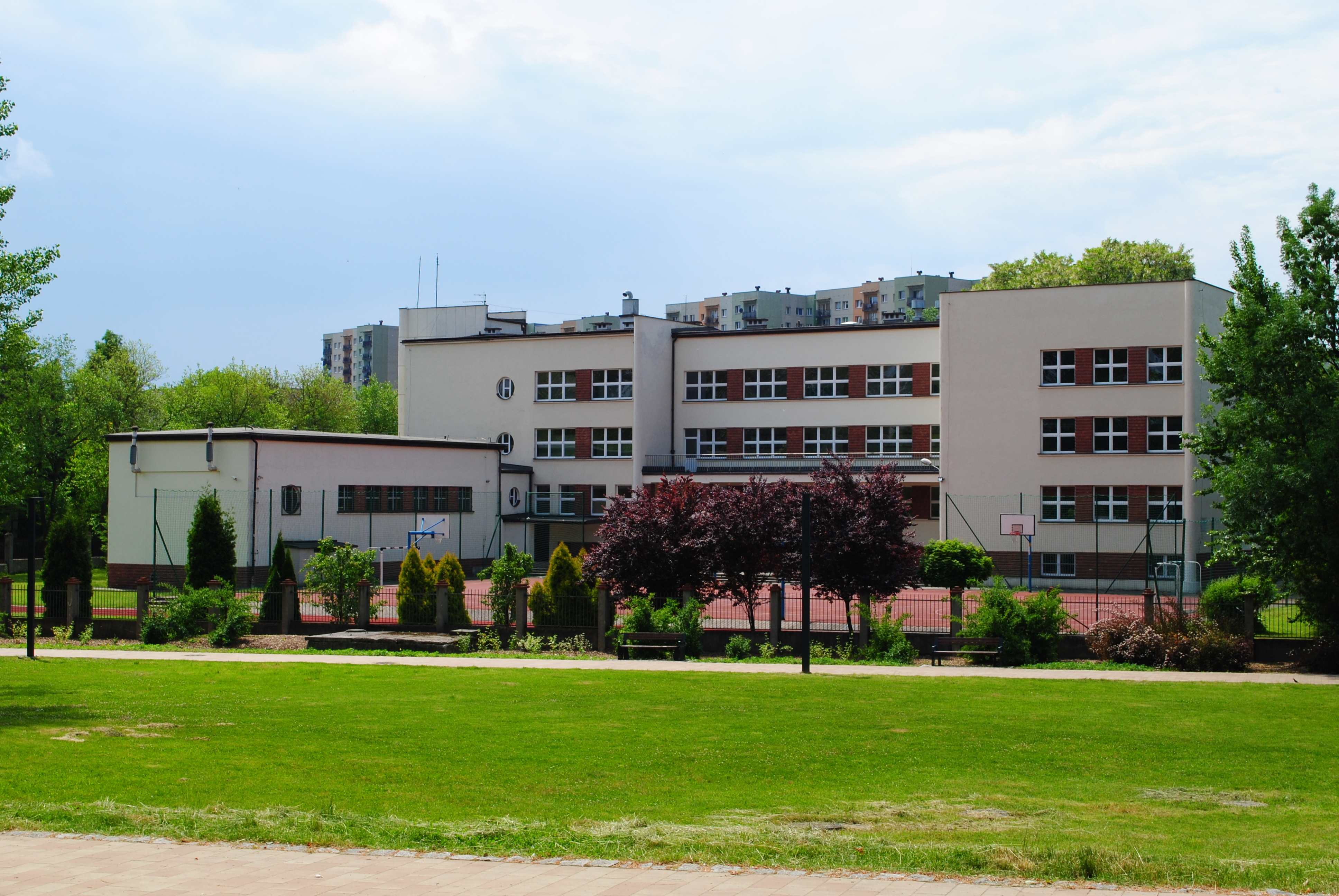
Gmach Szkoły Podstawowej nr 17 im. T. Kościuszki przy ulicy J. Dekerta

Pierwotnie dzieci z Wełnowca uczęszczały do szkoły przy michałkowickim kościele. Pierwszy budynek szkoły w Wełnowcu, zlokalizowany na skrzyżowaniu dzisiejszej alei W. Korfantego i M. Karłowicza, powstał w 1830 roku . Był to wówczas obiekt murowany i obecnie nie istnieje. W 1922 roku po włączeniu Wełnowca do Polski placówka ta stała się szkołą polską. Otrzymała ona wówczas nazwę Publicznej Szkoły Powszechnej nr 1. W tamtym czasie działała też klasa niemieckojęzyczna. W 1925 roku szkoła ta otrzymała imię Tadeusza Kościuszki. Z uwagi na przepełnienie budynku, w lutym 1939 roku szkołę przeniesiono do nowego budynku, powstałego w stylu funkcjonalizmu, przy dzisiejszej ulicy J. Dekerta. Od 1951 roku była to Szkoła Podstawowa nr 51 w Katowicach, a w 1978 roku otrzymała patrona – Tadeusza Kościuszkę .
Prócz powyższej szkoły, na obszarze Wełnowca przy alei W. Korfantego 141 działa Rzemieślnicza Branżowa Szkoła I Stopnia w Katowicach. Jest to szkoła niepubliczna posiadająca uprawnienia szkoły publicznej, prowadzona przez Cech Rzemiosł Różnych i Przedsiębiorczości w Katowicach. W ramach spółki Oświata i Biznes, również przy alei W. Korfantego 141 działa szereg ośrodków szkolenia dla różnych grup zawodowych, w tym dla branży transportowej i oświatowej.
Pod koniec XIX wieku przy obecnej alei W. Korfantego 127 znajdowała się ochronka. Przed I wojną światową funkcjonowała ona jako Spielhaus, czyli miejsce dla dzieci przedszkolnych. Obecnie jedynym punktem edukacji przedszkolnej jest Żłobek i Przedszkole Kraina Odkrywcy, znajdujący się przy alei W. Korfantego 138.

## Sport i rekreacja
Na terenie Wełnowca przy ulicy Alfreda 1 znajduje się Ośrodek Sportowy Kolejarz zarządzany przez Miejski Ośrodek Sportu i Rekreacji w Katowicach. Składają się na niego: hala sportowa z drewnianym boiskiem do piłki siatkowej i ręcznej, sala do szermierki, siłownia wewnętrzna, sala konferencyjna, boiska, szatnie i parking. Z tego kompleksu korzysta Klub Sportowy Kolejarz 24 Katowice, założony w maju 1924 roku z inicjatywy Stanisława Nogaja i Edmunda Zellera. Obecna nazwa klubu funkcjonuje od 1957 roku i był to pierwszy wielosekcyjny polski klub sportowy w Katowicach, spośród których obecnie prowadzone są sekcje: badmintona (od 1978 roku), piłki nożnej (lata 1924–1929 i od 1945 roku) oraz szermierki. W sezonie 2020/21 seniorska kadra piłkarzy rozgrywała swoje mecze w klasie A, w grupie Katowice. W 2010 roku na bazie sekcji badmintonowej wyodrębnionej z Klubu Sportowego Kolejarz 24 Katowice powołano Badmintonowy Klub Sportowy Kolejarz Katowice.
Początki działalności sportowej w rejonie Wełnowca sięgają początków XX wieku, które początkowo były pod wpływami niemieckimi. Wówczas to działał ruch gimnastyczny Turnverein, a także Klub Cyklistów (Radfahrer Verein). Dnia 30 marca 1924 roku byli działacze gniazda Dąb-Józefowiec powołali Towarzystwo Gimnastyczne „Sokół” Wełnowiec, które było gniazdem w okręgu siemianowickim Dzielnicy Śląskiej Związku Towarzystw Gimnastycznych „Sokół” w Polsce. W 1935 roku gniazdo liczyło 140 członków. Uprawiano w nim lekką atletykę i gimnastykę przyrządową.
Przy szybie „Agnieszka” powołano Klub Sportowy „25”, w którym grała drużyna piłki nożnej. Ponadto w latach międzywojennych działały: KS „Haller”, KS „Powstaniec”, RKS „Siła” Wełnowiec (sekcja piłki nożnej i ręcznej), Towarzystwo Cyklistów „Sport”, KS „Hetman” i jedyny niemiecki klub w Wełnowcu: Freier Schachverein. W latach 1935–1939 Strzelec Wełnowiec był klubem sportowym, w którym działały sekcje boksu, ciężkiej atletyki, gier sportowych, kolarstwa, lekkoatletyki, narciarstwa i tenisa stołowego.
W czasie II wojny światowej jedynym w Wełnowcu klubem był funkcjonujący pod patronatem koncernu Hohenlohe klub Hohenlohehütter Turn- und Sportverein. Po II wojnie światowej funkcjonował jako Orzeł Wełnowiec. W 1949 roku skupiał 375 członków. Prowadził różne sekcje, z czego piłkę nożną w latach 1920–1939 i 1945–1962 oraz zapasy w latach 1945–1962. W latach powojennych dział też klub Rapid Wełnowiec, działający pod patronatem Fabryki Narzędzi Górniczych. W 1957 roku liczył on 146 członków. Prowadził m.in. sekcję siatkówki w latach 1959–1963. W 1963 roku uległ fuzji z Orłem Wełnowiec. W 1964 roku Orzeł i Rapid wszedł w struktury klubu GKS Katowice. Rok później do Wełnowca przeniosła się sekcja piłki nożnej Kolejarza 24 Katowice.

## Religia

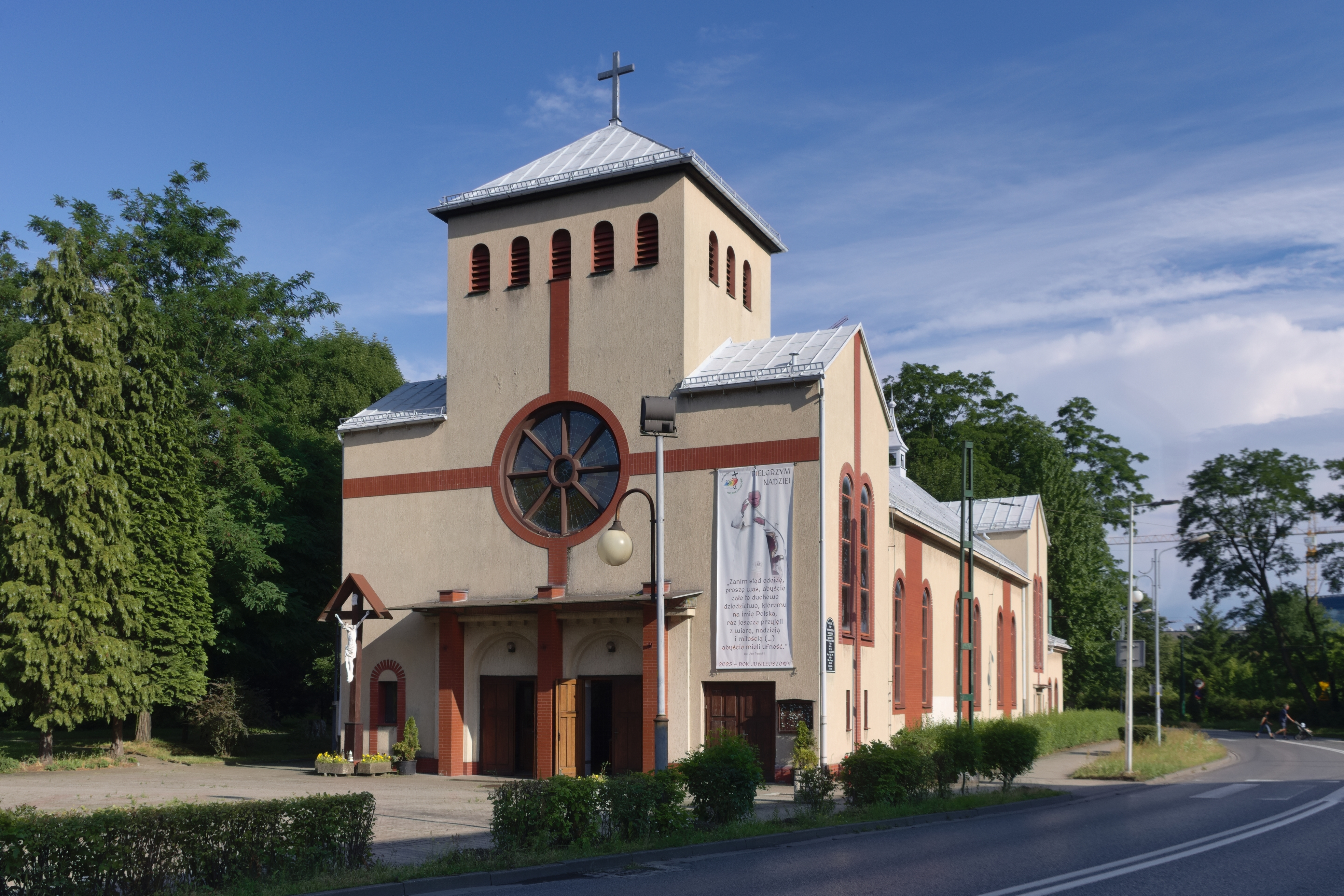
Kościół parafialny parafii NMP Wspomożenia Wiernych

Pierwotnie wierni rzymskokatoliccy z Wełnowca przynależeli do wspólnoty parafialnej św. Michała Archanioła w Michałkowicach. W pierwszej połowie XIX wieku w Wełnowcu mieszkało 1168 katolików, 68 ewangelików i 4 żydów . W 1919 roku zaczęto budowę kościoła przekształcając budynek z początku XIX wieku, który do tej pory pełnił rolę odlewni żelaza, magazynu i sklepu, a podczas I wojny światowej obozu jenieckiego dla jeńców rosyjskich. W 1920 roku kościół poświęcił ks. proboszcz Maksymilian Gerlich z parafii w Michałkowicach, z której to parafii wydzielił się Wełnowiec. Obecny kształt budynek uzyskał po przebudowie w 1930 roku. W ołtarzu głównym umieszczono obraz Matki Bożej z macierzystego kościoła michałkowickiego. Obraz pochodzi prawdopodobnie z XVII wieku. Obecnie, w wyniku przeprowadzonych w 2001 roku prac konserwatorskich, przywrócono jego pierwotny wygląd.
Rzymskokatolicka parafia Najświętszej Maryi Panny Wspomożenia Wiernych pozostaje największą wspólnotą parafialną w Wełnowcu. Swoim zasięgiem parafia obejmuje cały Wełnowiec, a także część osiedla J. Tuwima w Siemianowicach Śląskich. Jest ona częścią dekanatu Katowice-Załęże w archidiecezji katowickiej. Siedziba parafii znajduje się przy alei W. Korfantego 121/1. W 2015 roku parafia liczyła około 3,9 tysiąca wiernych.